# Карачаевск
Карача́евск — город в Карачаево-Черкесской Республике Российской Федерации. Административный центр Карачаевского района (в состав которого не входит) и Карачаевского городского округа.

## Этимология
Название города происходит от этнонима карачаевцы и названию местности Карачай.

## География

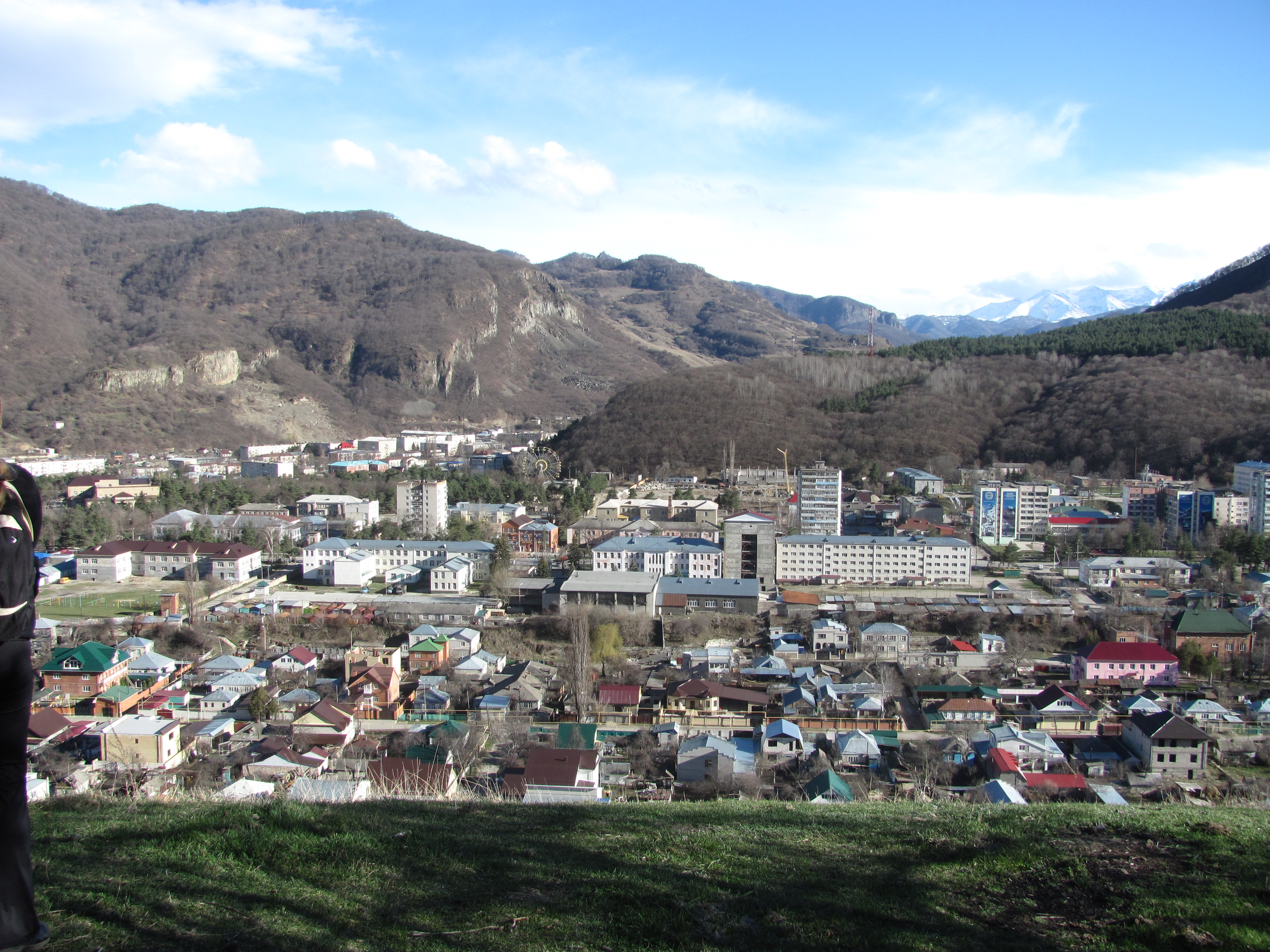
Карачаевск с высоты птичьего полёта

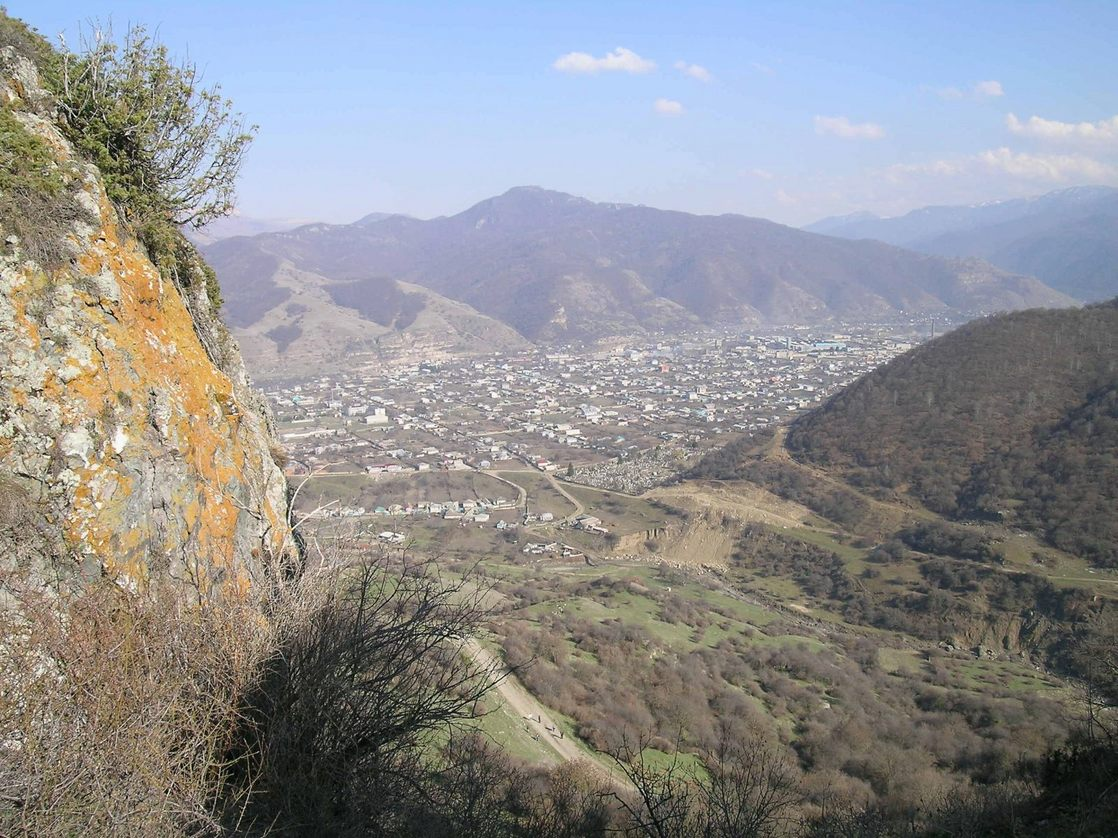
Вид на село имени Коста Хетагурова. Вверху справа — промышленные окраины Карачаевска

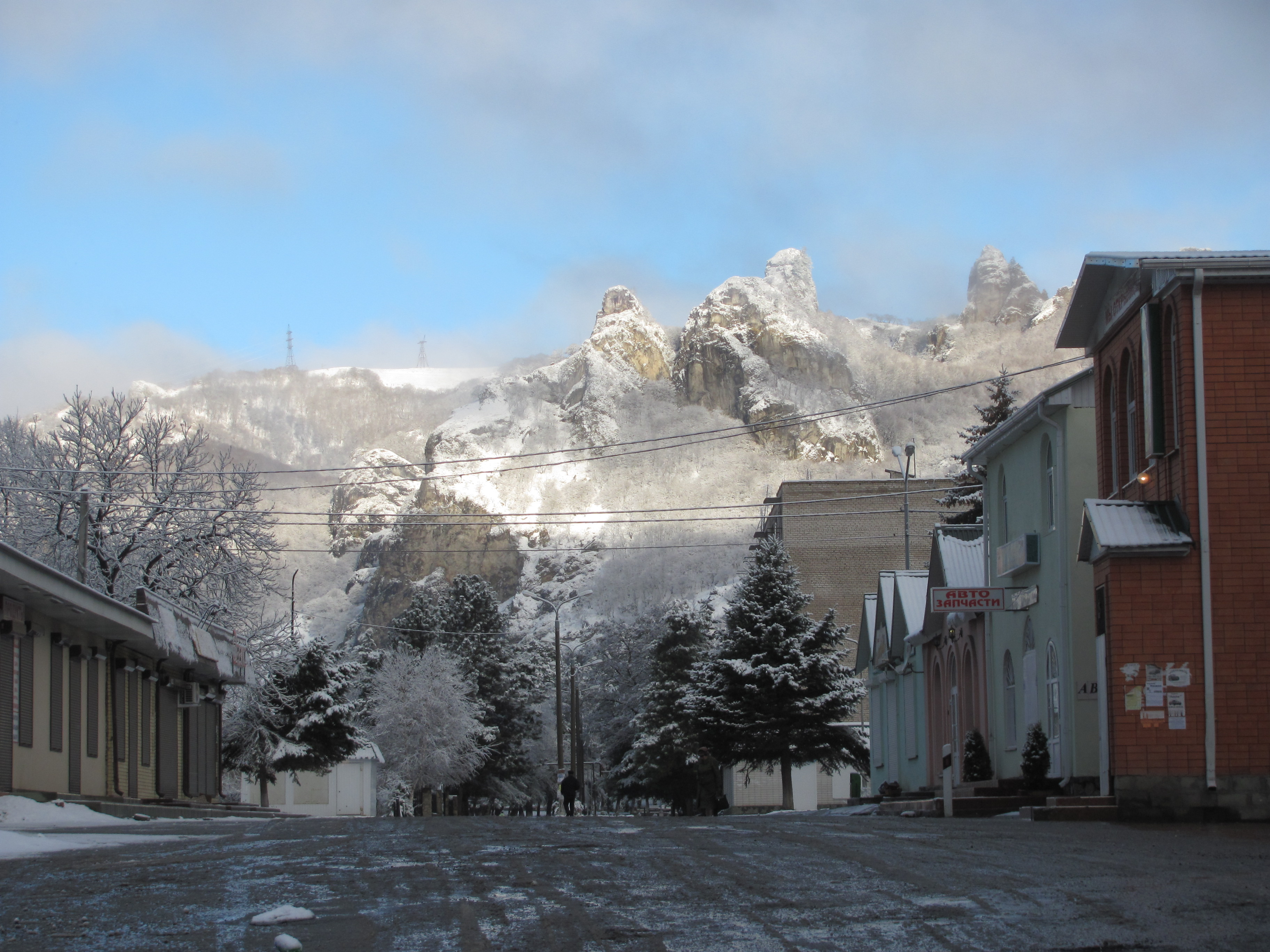
Карачаевск зимой

Карачаевск расположен в месте слияния трёх рек: Кубани, Теберды и Мары, на высоте около 870 метров над уровнем моря. Площадь Карачаевска составляет 11,84 км2.
Город находится в пределах Североюрской депрессии, на мысе речной террасы. Мыс образован Кубанью и её левым притоком Тебердой. Также город вытянут вдоль левого берега Кубани к югу от указанного мыса и вдоль обоих берегов Теберды вверх по течению реки. К северу от устья Теберды, на западном берегу Кубани, находятся жилой и, севернее, промышленный микрорайон (последний граничит уже с селом имени Коста Хетагурова). К югу от города вверх по течению Кубани непосредственным пригородом Карачаевска является аул Каменномост (точнее, его нижняя часть), вверх по течению Теберды — аул Джингирик. По восточному берегу Кубани, в районе устья её правого притока Мары, к северу и к югу от него, а также выше устья в долине Мары разбросаны улицы посёлка Мара-Аягъы, входящего в Карачаевский городской округ.
Горы, окружающие город с трёх сторон, кроме северной (к северу долина Кубани расширяется), являются конечными отрогами Передового хребта. Они сложены из магматических горных пород, прорывающих юрские осадочные отложения. К югу от Карачаевска расположена большая зона развития нижнеюрских интрузий Тебердино-Кубанской депрессии, на многих участках которой сосредоточено до 50-60 % выходов источников минеральных вод. Над городом господствует гора Комсомольская, которая является конечной точкой водораздела Кубани и Теберды и делит Карачаевск фактически на две части, тяготеющие к долинам двух рек, являясь географическим центром города.
Через Карачаевск проходит Военно-Сухумская дорога, кроме того, он связан автодорогами с верховьями Кубани и Кисловодском.
Климат
Климат города умеренный, мягкий, характеризующийся обилием солнечных дней. Среднегодовой показатель влажности — 70 %. Продолжительность безморозного периода — 175 дней. Ветра и туманы редки. Среднегодовая температура — +8 °C. Зима тёплая, малоснежная, со средней температурой −2,2 °C. Лето нежаркое, со средней температурой +16,9 °C. Осень тёплая, сухая, солнечная и безветренная, со средней температурой около +9 °C.

## История

Старый Карачаевск

Карачаевск, 1981 год

«Приглашение в Карачаевск», 2011 год

Инициатором строительства города в горном Карачае был председатель исполкома облсовета Карачаево-Черкесской автономной области Курман Курджиев (возглавлял облисполком в 1922—1926 годах), при этом его инициатива была одобрена, по некоторым данным, советом старейшин из представителей карачаевских аулов. Затем она была поддержана 1-м секретарём комитета ВКП(б) Северо-Кавказского края, в который входила КЧАО, Анастасом Микояном (возглавлял крайком до августа 1926 года). Первый камень в основание нового города был положен, как утверждается, в 1926 году в районе нынешней городской больницы.
В апреле 1926 года в результате разделения КЧАО была создана отдельная Карачаевская автономная область, и новый город должен был стать её областным центром. Согласно переписи 17 декабря 1926 года, на постройке областного центра числилось 157 жителей (116 мужчин и 41 женщина) в 117 домохозяйствах, из них 120 человек составляли русские (76,4 %), 8 человек — немцы (5,1 %), 8 человек — украинцы (5,1 %), 21 человек — другие национальности (13,4 %). Стройплощадка в административном отношении относилась к Каменномостскому сельсовету.
17 июля 1927 года вторая сессия Карачаевского областного совета депутатов трудящихся, проходившая в селе Учкекен, постановила присвоить новому городу имя Микоян-Шахар, в честь Анастаса Микояна, выступив с соответствующим ходатайством в адрес административной комиссии ВЦИК (дословно карач.-балк. Микоян-Шахар — «город Микояна»). На постройку города Советом народных комиссаров РСФСР было выделено 7 млн. рублей, специалистами из Москвы и Ленинграда разработана планировка населённого пункта.
7 ноября 1927 года, в 10-ю годовщину Великой Октябрьской социалистической революции, состоялось торжественное открытие города. Церемонию возглавил председатель исполкома облсовета Карачаевской АО Курман Курджиев (стал главой облисполкома в 1927 году, после отставки М. И. Батчаева), присутствовали Х. Х.-М. Айбазов, И. З. Каракетов, гости из Москвы, Харькова, Ростова-на-Дону и т.д. По некоторым данным, был проведён обряд жертвоприношения.
Постановлением ВЦИК от 26 августа 1929 года было утверждено название Микоян-Шахар и населённому пункту был присвоен статус города областного подчинения. К 1931 году в Микоян-Шахаре насчитывалось 150 зданий общей площадью 36 тыс. м2, к 1940 году жилой фонд вырос ещё втрое. В городе появились две школы (в 1930 и 1936 годах), педагогический и медицинский техникумы, рабочий факультет, больница с поликлиникой, молочный и хлебобулочный заводы, были основаны типография, областной музей краеведения (1930), Карачаевский научно-исследовательский институт истории языка и литературы (1935), Карачаевский учительский институт (1938). C 1924 года в Карачае на карачаевском языке выходила газета «Горская жизнь», затем, с развитием Микоян-Шахара как культурного центра региона, стали выходить карачаевоязычные газеты «Джарыкълыкъ» («Просвещение», с 1931 года), «Къызыл Къарачай» (с 1932 года), газета «Красный Карачай» на русском языке (с 1934 года). Первоначально город был районным центром Микоян-Шахарского района, затем стал городом областного подчинения.
В годы Великой Отечественной войны Микоян-Шахар был первоначально тыловым госпитальным городом (госпитали размещались в больнице, здании пединститута и даже в Доме Советов). 12 августа 1942 года немцами был занят хутор Мельничный (к северу от реки Теберды, между Микоян-Шахаром и селом имени Коста Хетагурова), однако мост через Теберду был взорван, и войти в город они смогли только в последующие дни. В Микоян-Шахаре разместились немецкая техника, конюшня, госпиталь, было устроено немецкое кладбище. 18 января 1943 года город был освобождён. В восстановлении населённого пункта горожанам помогали сторонние организации, например, трест «Ставропольуголь».
В октябре 1943 года Карачаевская АО была ликвидирована, а в начале ноября была осуществлена незаконная депортация карачаевцев. Постановлением Совета народных комиссаров СССР от 6 ноября 1943 года Микоян-Шахар был переименован в Клухори — территория бывшей Карачаевской АО была отнесена к Грузинской ССР, который получил статус города районного подчинения. В составе Клухорского района город находился в Грузинской ССР до 14 марта 1955 года, когда Указом Президиума ВС СССР Клухорский район был передан в состав Ставропольского края. 14 июля 1955 года город Клухори отнесён к городам краевого подчинения, но уже 4 ноября 1956 года он был возвращён обратно. 12 января 1957 года Указом Президиума Верховного Совета РСФСР город Клухори был переименован в Карачаевск.
В восстановленной Карачаево-Черкесской АО, согласно Указу Президиума Верховного Совета РСФСР от 1 февраля 1963 года, Карачаевск стал городом областного значения. Тем же указом в его состав были включены шахтёрские посёлки Мара-Аягъы, Маркопи, посёлки шахт № 11 и № 13 (ныне все они составляют посёлок Мара-Аягъы на правом берегу Кубани). В 1970 году в состав Карачаевского горсовета был передан курортный посёлок Домбай, в 1971 году — курортный посёлок Теберда, одновременно преобразованный в город. В Карачаевском горсовете оказались также горняцкие посёлки — пгт Орджоникидзевский с подчинённым ему сельским посёлком Малокурганным, пгт Эльбрусский. В 1996 году на основании ходатайства администрации Карачаевска № 162 от 20 июля 1996 года, базировавшегося, в свою очередь, на итогах схода граждан микрорайона Мара-Аягъы (Карачаевск-1), Народное Собрание (Парламент) Карачаево-Черкесской Республики своим решением № 297 от 22 ноября 1996 года постановило выделить из территории города Карачаевска новый сельский посёлок Мара-Аягъы, с самостоятельной сельской администрацией, подчинённой администрации Карачаевска. Новый населённый пункт объединил микрорайон Мара-Аягъы, посёлки шахт № 11 и № 13, посёлки Маркопи и Юбилейный.

## Население
| 1931    | 1939    | 1959    | 1970    | 1979    | 1989    | 1992    |
| ------- | ------- | ------- | ------- | ------- | ------- | ------- |
| 2400    | ↗5919   | ↗7169   | ↗14 762 | ↗16 873 | ↗21 582 | ↗21 600 |
| 1996    | 2002    | 2003    | 2005    | 2006    | 2007    | 2008    |
| ↘20 900 | ↗22 113 | ↘22 100 | ↘20 900 | ↘20 500 | ↘20 300 | ↘20 000 |
| 2010    | 2011    | 2012    | 2013    | 2014    | 2015    | 2016    |
| ↗21 483 | ↗21 500 | ↘20 852 | ↘20 316 | ↗20 357 | ↗20 641 | ↗20 976 |
| 2017    | 2018    | 2019    | 2020    | 2021    | 2023    | 2024    |
| ↗21 040 | ↗21 067 | ↘21 047 | ↘20 828 | ↗23 867 | ↘23 728 | ↗23 757 |
| 2025    |         |         |         |         |         |         |
| ↗23 841 |         |         |         |         |         |         |

На 1 января 2025 года по численности населения город находился на 582-м месте из 1124 городов Российской Федерации.
Национальный состав

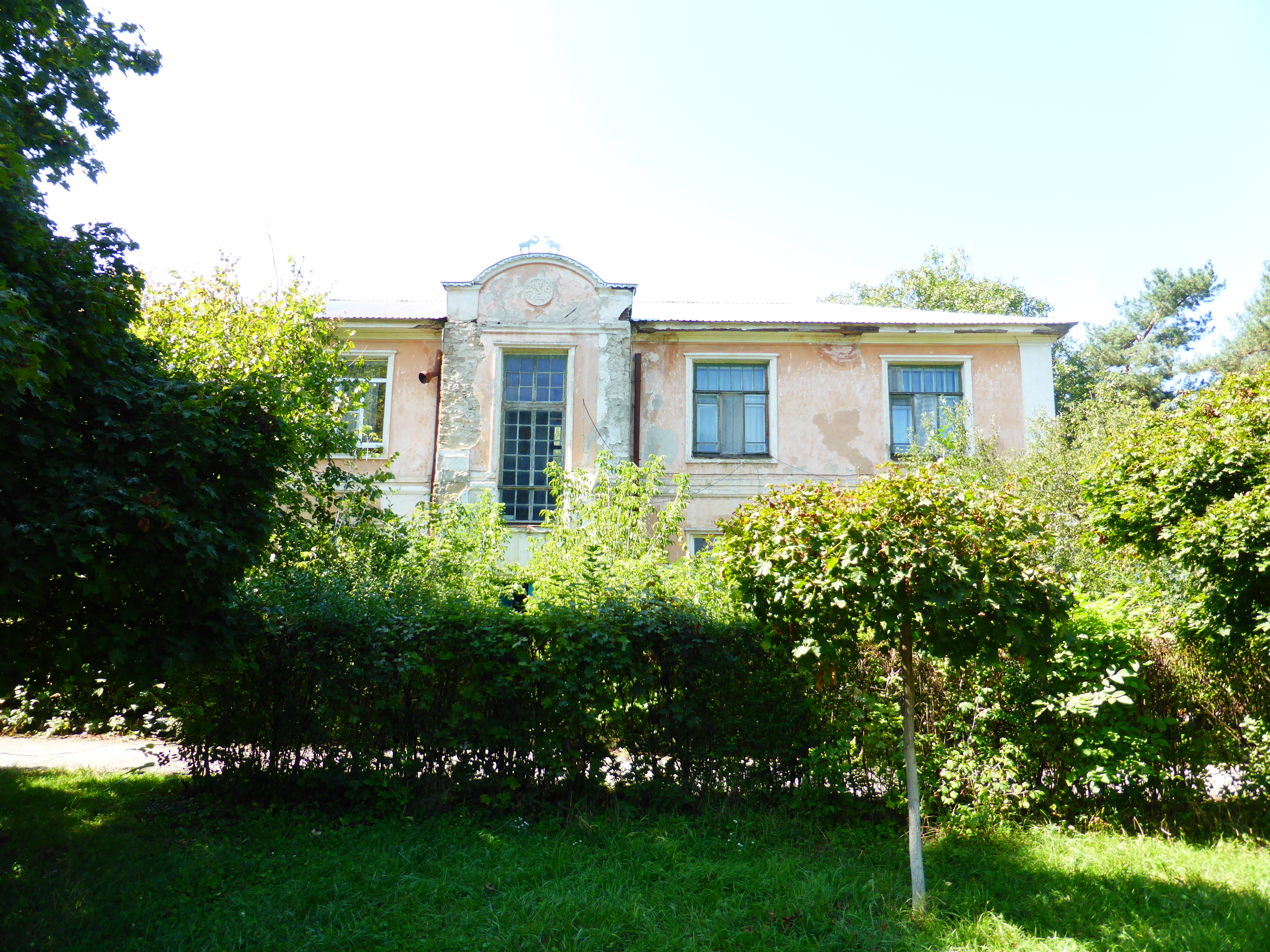
Дом, где жил командир партизанского отряда «За Родину» М. И. Исаков

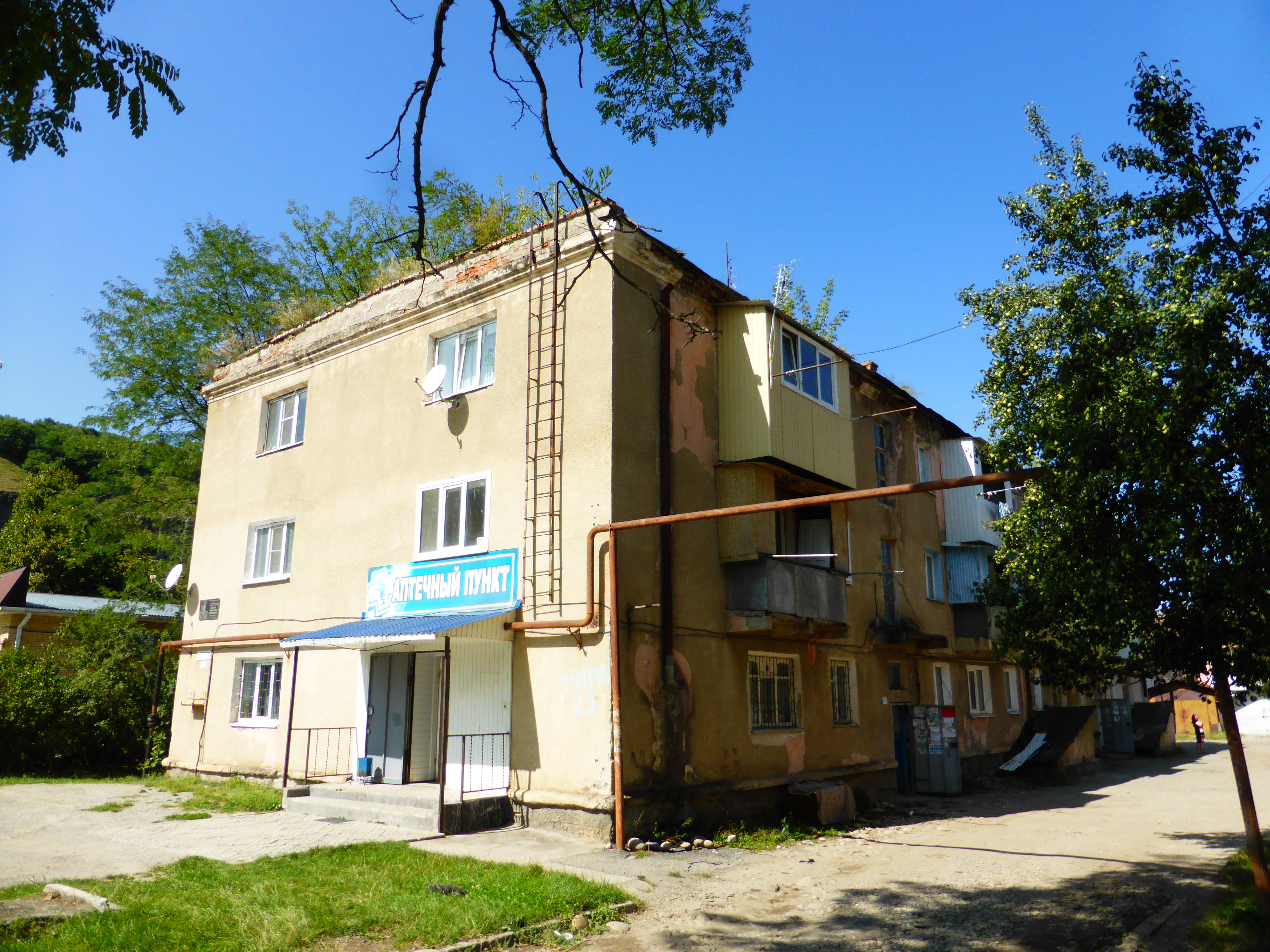
Дом, где жил Герой Советского Союза Х. У. Богатырёв

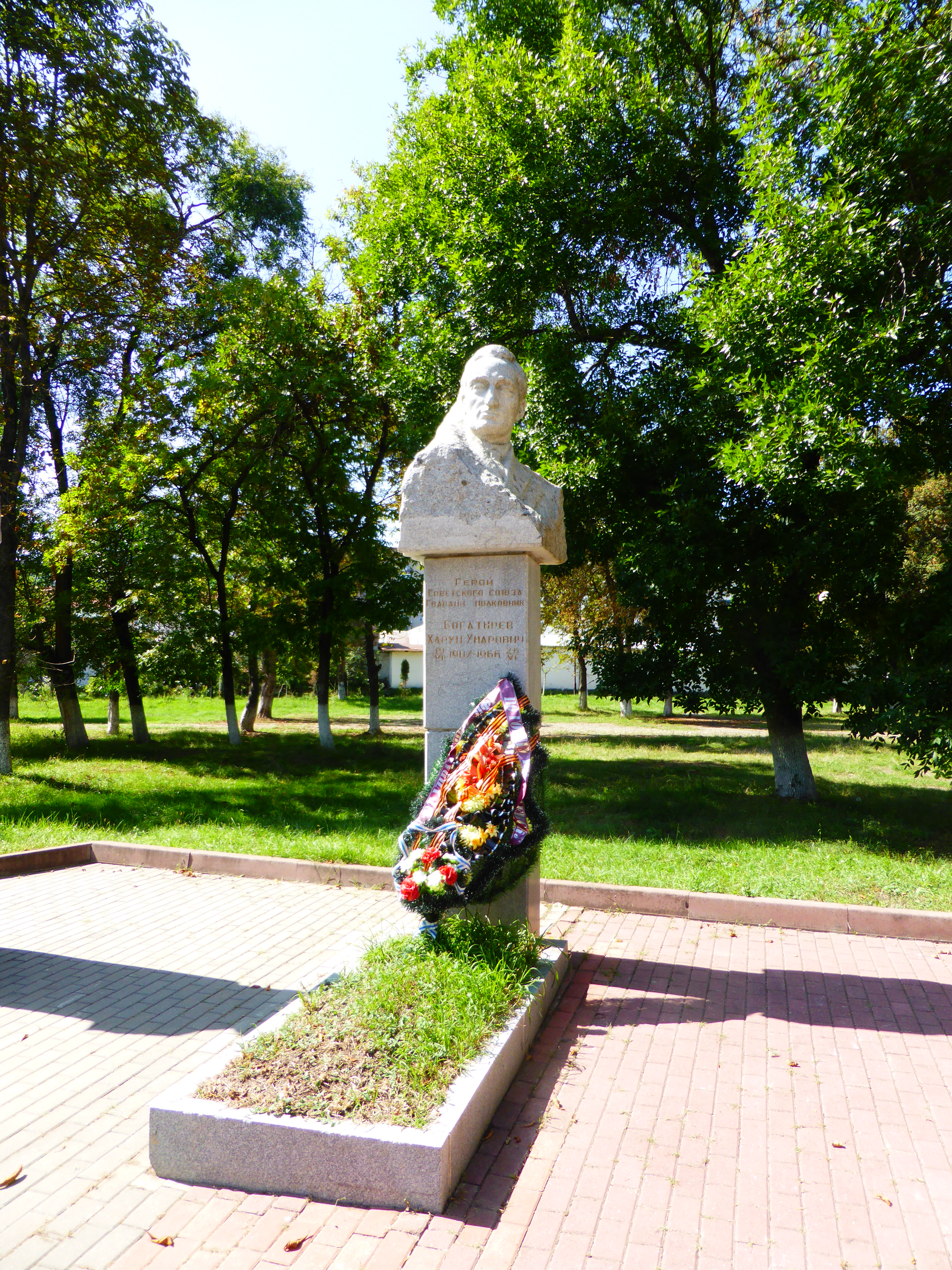
Бюст Х. У. Богатырёва на аллее у Дома Советов

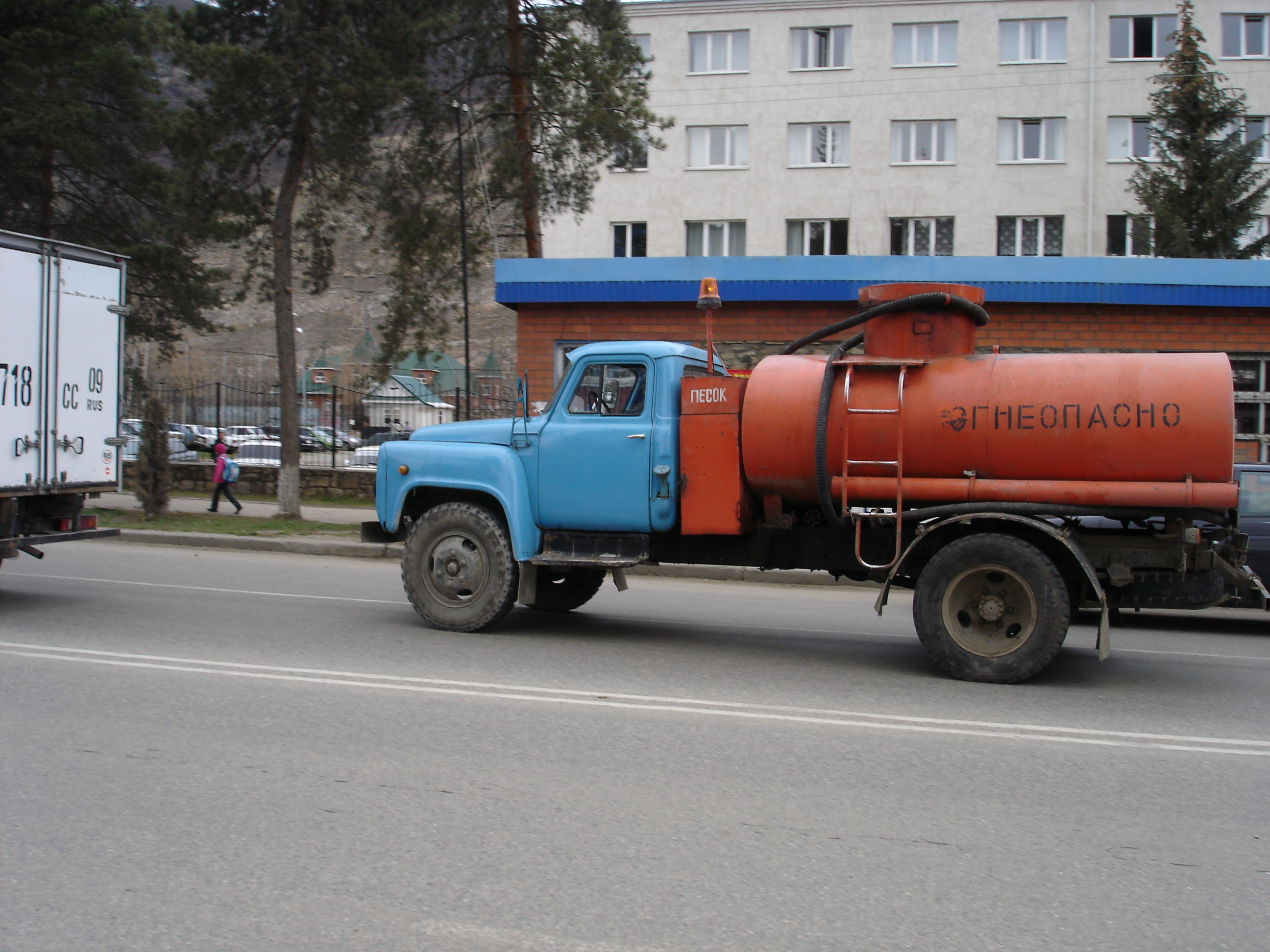
На улицах города

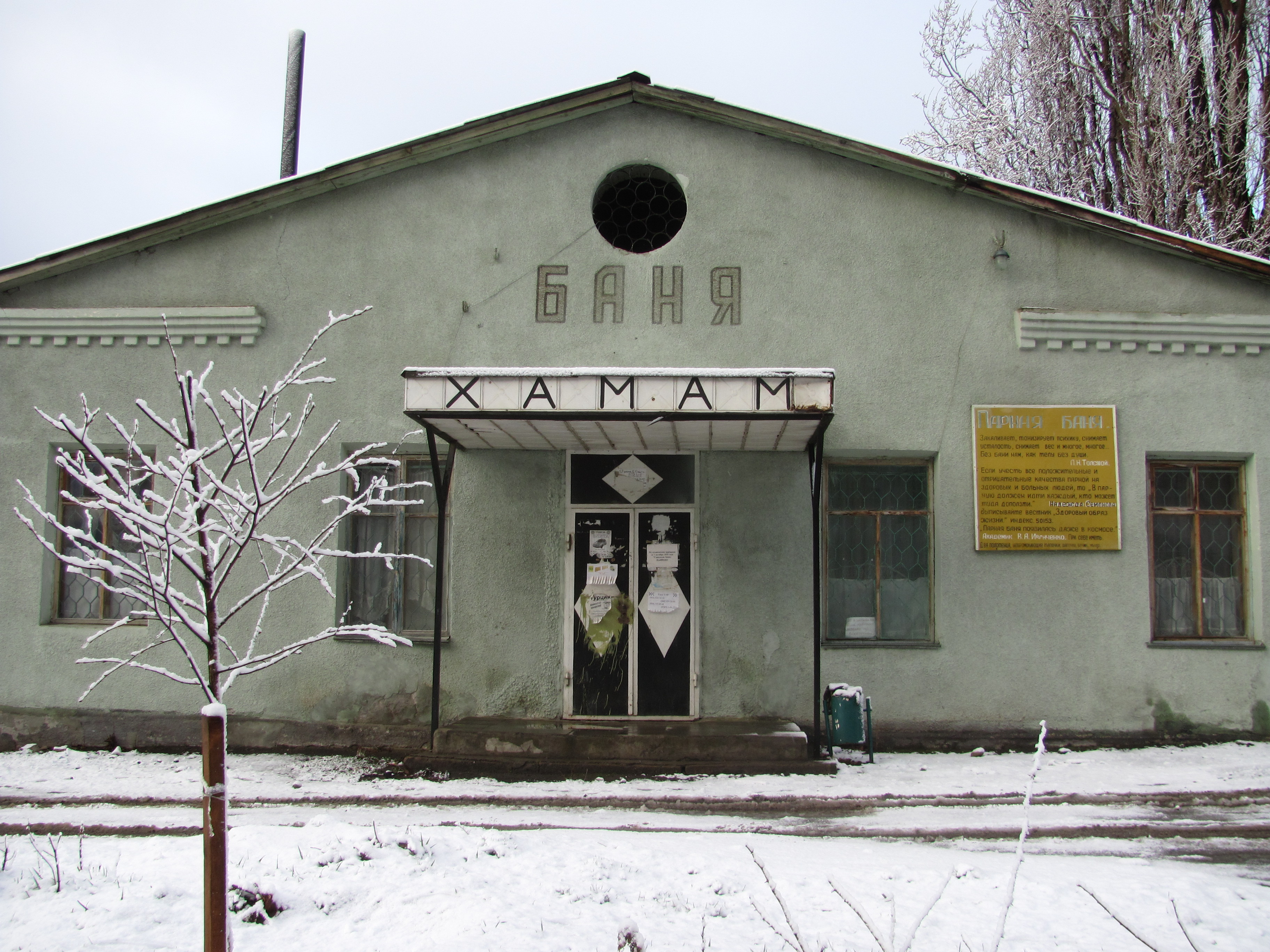
Баня

По данным Всероссийской переписи населения 2002 года:
| Народ      | Численность, чел. | Доля от всего населения, % |
| ---------- | ----------------- | -------------------------- |
| карачаевцы | 16 077            | 72,7 %                     |
| русские    | 3 610             | 16,3 %                     |
| осетины    | 658               | 3,0 %                      |
| черкесы    | 299               | 1,4 %                      |
| ногайцы    | 239               | 1,1 %                      |
| татары     | 209               | 0,9 %                      |
| армяне     | 152               | 0,7 %                      |
| абазины    | 144               | 0,7 %                      |
| украинцы   | 130               | 0,6 %                      |
| другие     | 595               | 2,7 %                      |
| всего      | 22 113            | 100 %                      |

По данным Всероссийской переписи населения 2010 года:
| Народ      | Численность, чел. | Доля от всего населения, % |
| ---------- | ----------------- | -------------------------- |
| карачаевцы | 17 546            | 81,67 %                    |
| русские    | 2 434             | 11,33 %                    |
| осетины    | 386               | 1,80 %                     |
| черкесы    | 179               | 0,83 %                     |
| татары     | 163               | 0,76 %                     |
| украинцы   | 102               | 0,47 %                     |
| армяне     | 95                | 0,44 %                     |
| другие     | 495               | 2,30 %                     |
| не указали | 83                | 0,39 %                     |
| всего      | 21 483            | 100 %                      |

По данным Всероссийской переписи населения 2021 года:
| Народ             | Численность, чел. | Доля от всего населения, % |
| ----------------- | ----------------- | -------------------------- |
| карачаевцы        | 18 088            | 75,78 %                    |
| русские           | 3 454             | 14,47 %                    |
| туркмены          | 634               | 2,65 %                     |
| черкесы           | 591               | 2,47 %                     |
| осетины           | 323               | 1,35 %                     |
| абазины           | 115               | 0,48 %                     |
| ногайцы           | 96                | 0,40 %                     |
| другие/не указали | 566               | 2,37 %                     |
| всего             | 23 867            | 100 %                      |

## Экономика

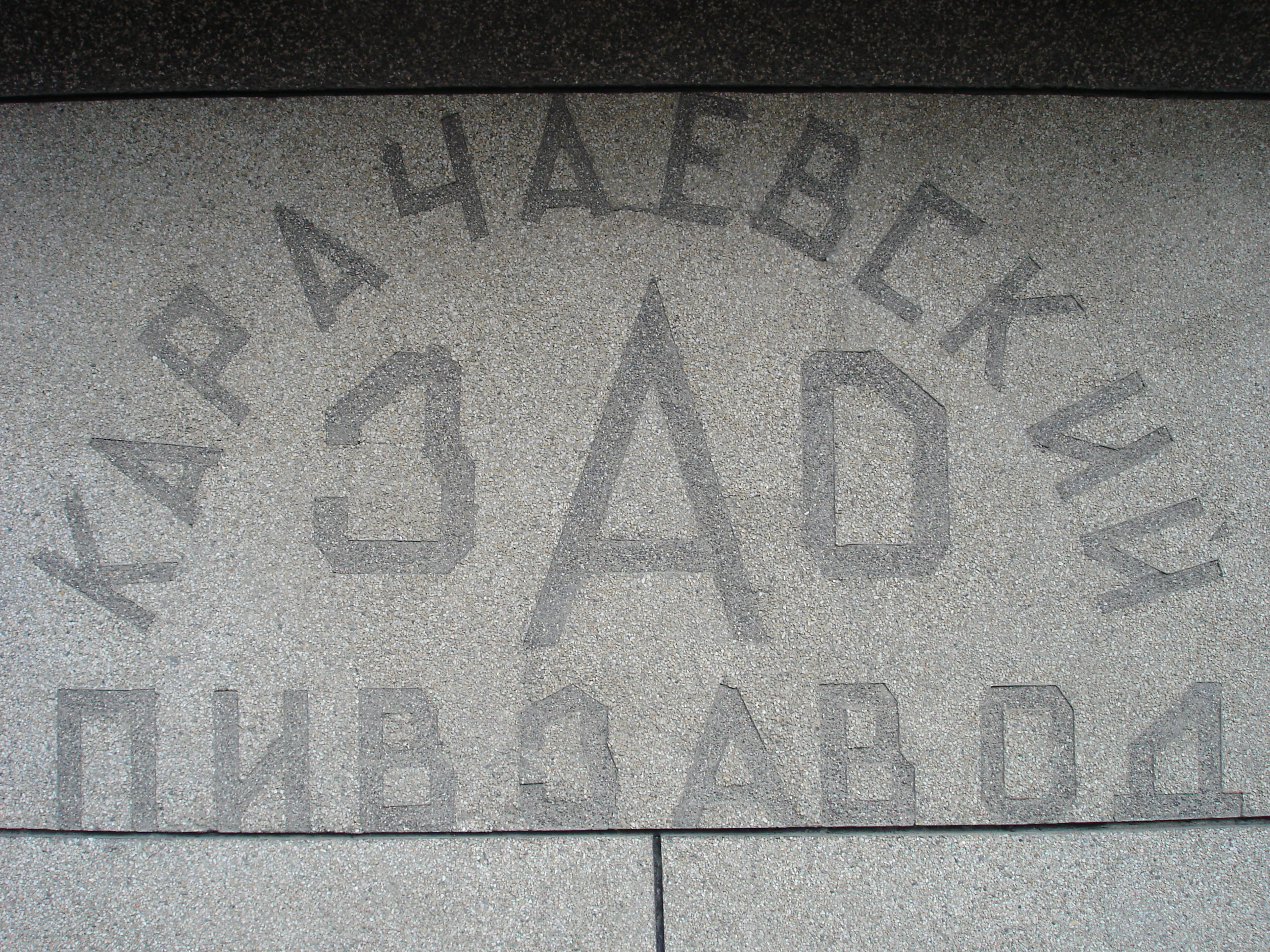

По некоторым данным, к началу 2000-х годов в городе насчитывалось более трёх десятков промышленных предприятий. Из них к числу наиболее крупных относились: конденсаторный завод, завод железобетонных изделий, хлебозавод, молочный завод, пивоваренный завод и производство минеральной воды. По сведениям начала 2010-х годов, всего по Карачаевскому городскому округу было зарегистрировано более 700 субъектов хозяйственной деятельности, при этом в категорию крупных промышленных предприятий входили лишь ЗАО «Карачаевский пивзавод» и ОАО «Корпорация «Камос», занимающееся производством алкоголя и минеральных вод. Конденсаторный, инструментальный заводы, завод ЖБИ, маслосырзавод прекратили свою работу.

## Образование
Высшее образование

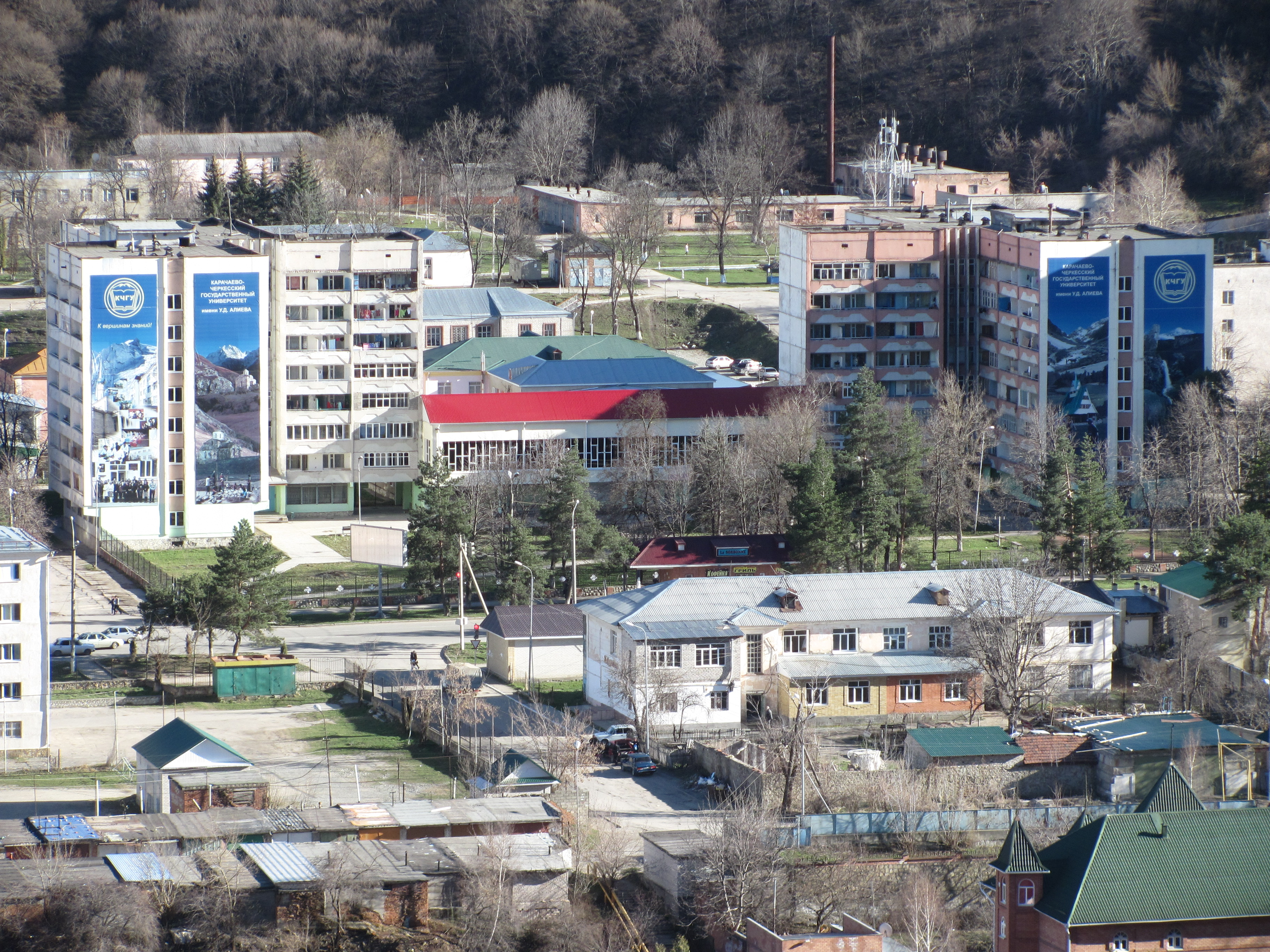
Кампус КЧГУ

- Карачаево-Черкесский государственный университет им. У. Д. Алиева.

Профессиональное образование
- Политехнический колледж (бывшее профучилище № 10, № 3, профлицей № 3)[45].

Среднее образование
- 4 средних общеобразовательных школы (№ 1, 3, 5, 6), гимназия (№ 4)[46].
- Открытая (сменная) общеобразовательная школа (бывшая вечерняя)[46].

Дошкольное образование
- 5 детских садов[46].

Дополнительное образование
- ДЮСШ: смешанных единоборств, по вольной борьбе, по дзюдо и самбо, по борьбе на поясах, по армспорту, ДЮСШ № 1[46].
- Детская художественная школа[46].
- Детская музыкальная школа[46].

## Культура
- Центр культуры, досуга и библиотечного обслуживания[46].

Этнические общественные организации
- Филиал Фонда содействия развитию карачаево-балкарской молодёжи «Эльбрусоид».
- Местная национально-культурная автономия абазин[47].

## Достопримечательности

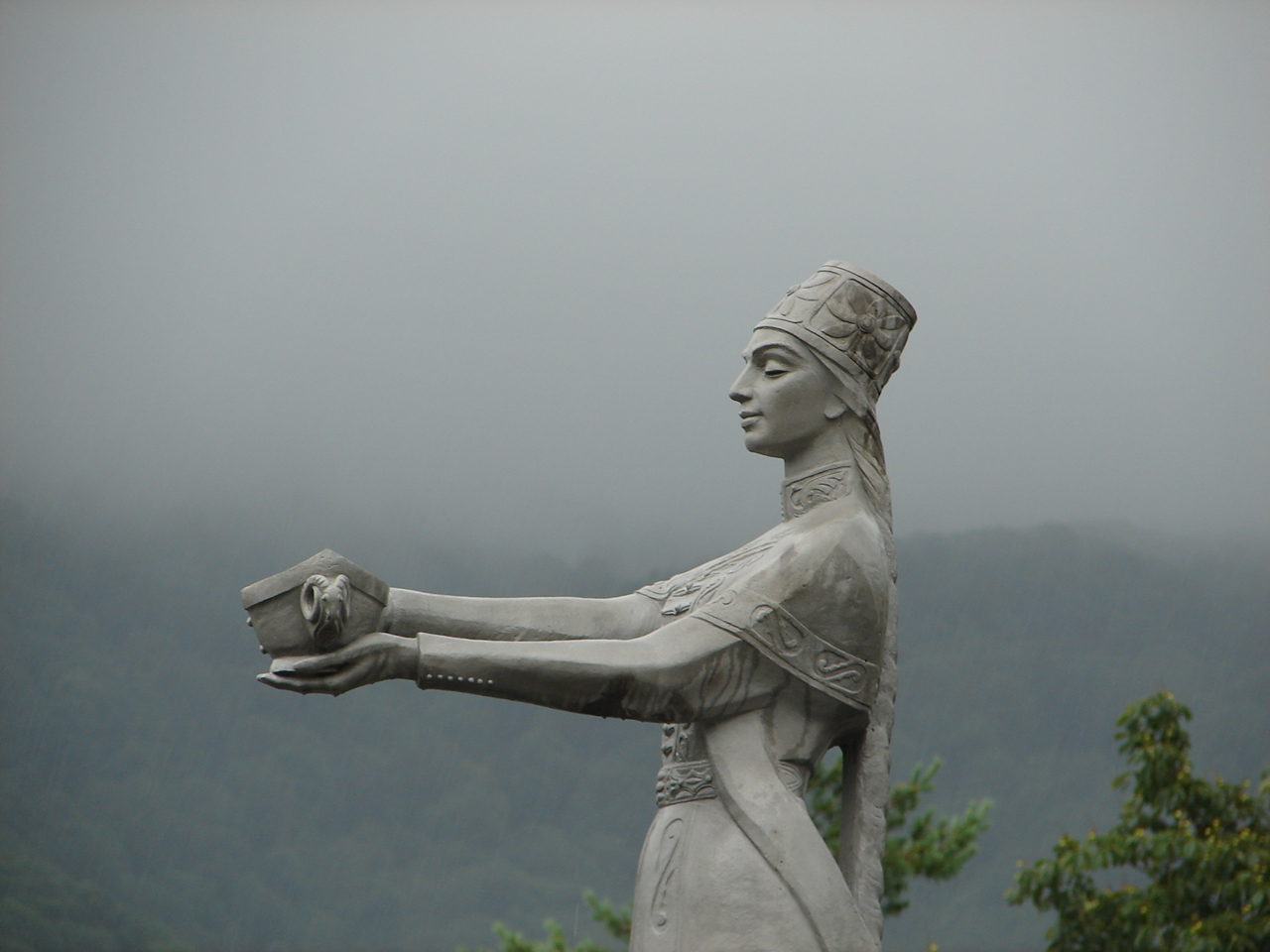
«Горянка»

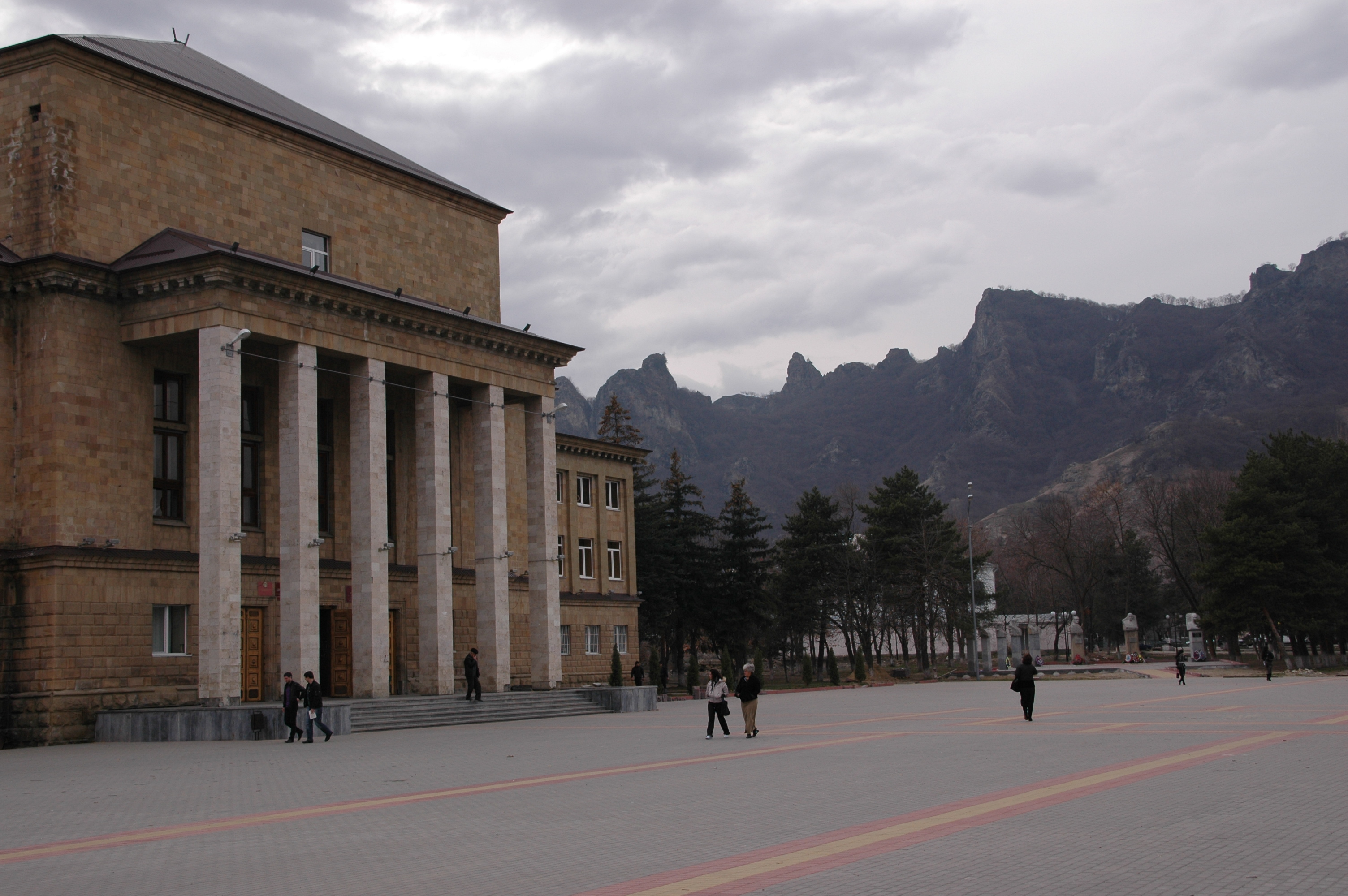
Дом Советов

- Скульптура «Приглашение в Карачаевск», имеющая также неофициальное наименование «Горянка», авторства карачаевского скульптора Хамзата Крымшамхалова. Установлена в 1965—1966 годах, изображает девушку-горянку с чашей айрана. Находится на пересечении улиц Ленина и Мира, является объектом культурного наследия России — памятником искусства регионального значения (взята под охрану решением исполкома совета народных депутатов Ставропольского края ещё в 1981 году). Визитная карточка города, присутствует на гербе Карачаевска[6][48].
- Здание Администрации Карачаевского городского округа — Дом Советов. Располагается на центральной площади Карачаевска, являясь композиционным центром всей городской застройки. Здание возводилось одновременно со строительством города, с использованием местных материалов (камень — из села Георгиевско-Осетинского, кирпич — из аула Каменномостского, лес — из района Даусуза и долины Теберды). По некоторым данным, на открытии Дома Советов присутствовали Анастас Микоян и Курман Курджиев[15].
- Мемориальный комплекс жертвам депортации карачаевского народа.
- Здание кинотеатра имени С. М. Халилова.
- Аллея Героев Советского Союза и Героев России.
- Аллея знатных людей Карачая.
- Обелиск погибшим в годы Великой Отечественной войны.
- Обелиск воинам-красноармейцам[6].

## Религия
Ислам
- Соборная мечеть[49].

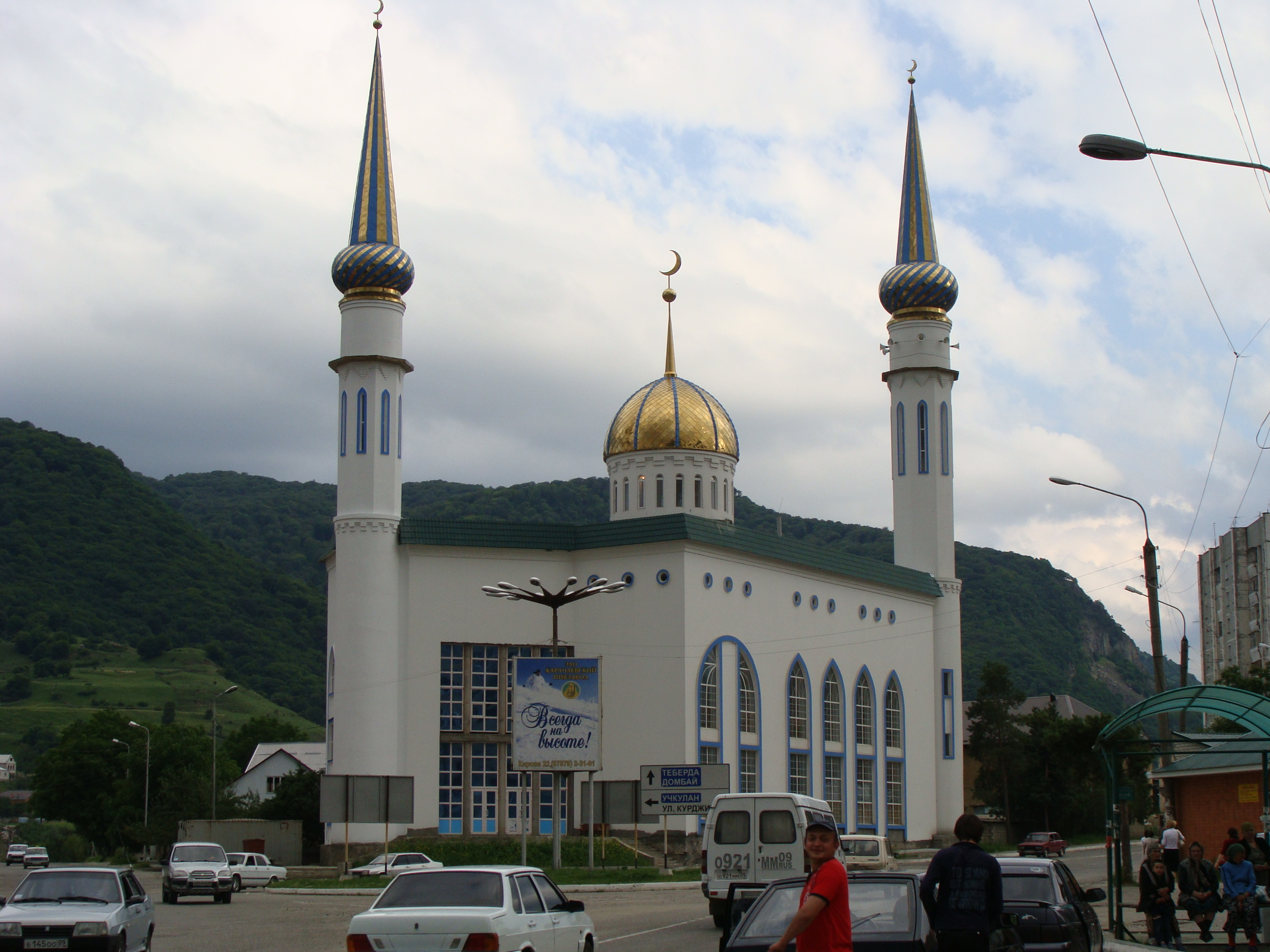
Соборная мечеть Карачаевска

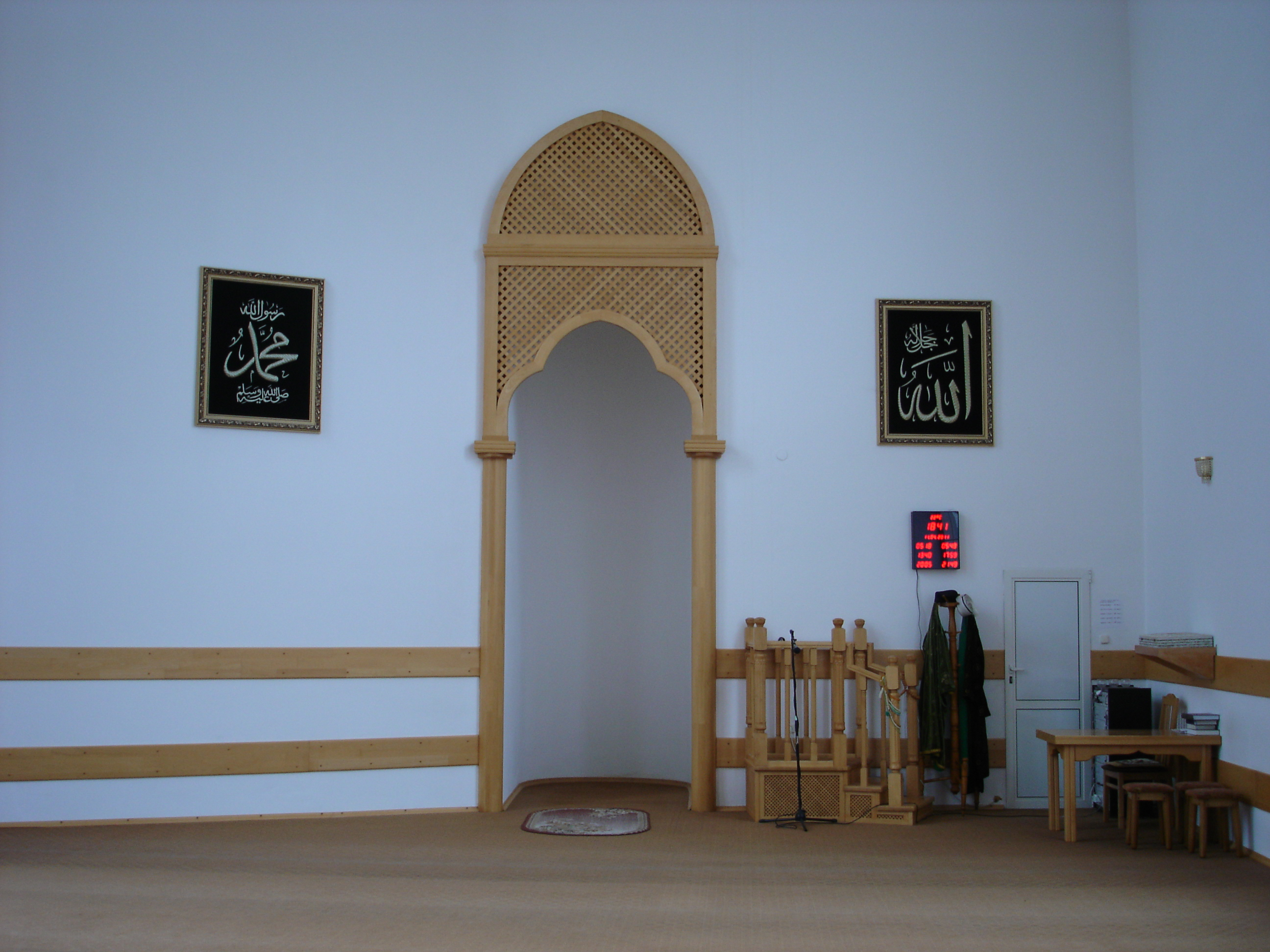
В соборной мечети

- 4 местных религиозных организации мусульман-суннитов ханафитского мазхаба[50].

Русская православная церковь
- Храм святого великомученика и целителя Пантелеимона. Существует с 1997 года[51].

Протестантизм
- Церковь христиан веры евангельской (пятидесятников) «Дом молитвы для всех народов»[50].
- Церковь евангельских христиан-баптистов «Новая жизнь»[50], находящаяся в ведении Российского союза евангельских христиан-баптистов[52].
- Церковь евангельских христиан-баптистов, находящаяся в ведении Международного союза церквей евангельских христиан-баптистов и не имеющая официальной регистрации[52].

## Археология

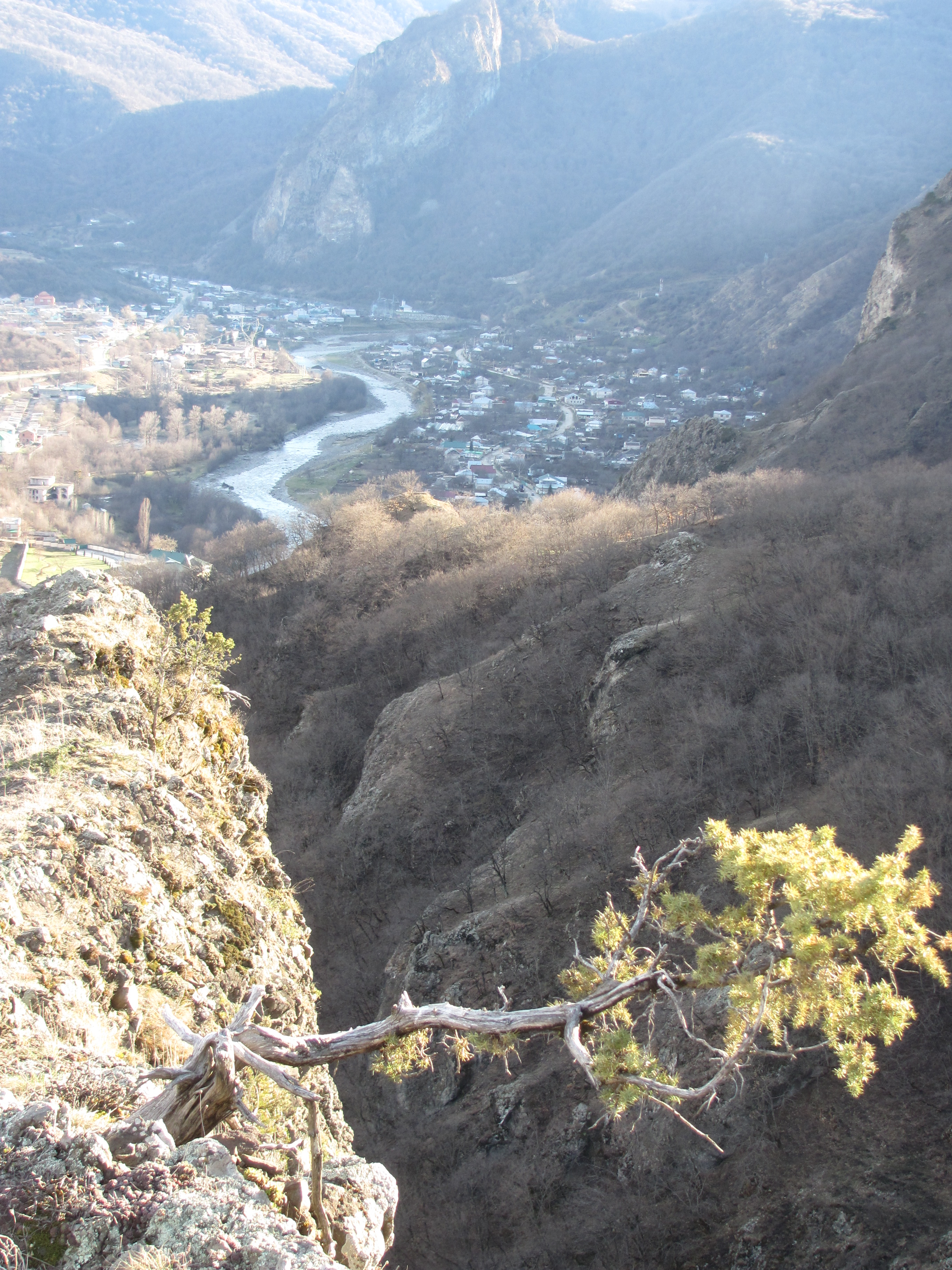
Долина реки Теберда в пределах Карачаевска

На левом берегу Теберды, на участке 1-1,5 км вдоль берега и на склонах горы Дардон, восточнее Карачаевска, расположено средневековое поселение: каменная кладка небольших по размеру домов и хозпостроек, фундаменты, заборы и ограды из булыжника, очаги. Обнаружены предметы быта, обломки глиняной посуды, кости животных, битый и тёсаный камень (дома строились из тёсаных каменных брусков, затем обмазывались глиной и белились).
На западном склоне горы Дардон, выше указанного поселения, находится Дардонский (Усть-Тебердинский) могильник IX—XII века. Могилы — преимущественно прямоугольные (есть и овальные), выложенные битым камнем и покрытые плитами. В них найдены глиняная и стеклянная посуда, топорики, стеклянные перстни, серьги с длинным стержнем. Кроме грунтовых могил, есть прямоугольные подземные каменные гробницы, с нишами в стенках и слоем золы на дне, иногда дно устилалось досками; каменные ящики, также со слоем золы или угля на дне; одно погребение в естественном скальном углублении; подземные каменные склепы. Склепы имеют полукруглый вход в северной или восточной стене, закрывавшийся своего рода «пробкой» из камня. Некоторые из них имеют два помещения или являются двухэтажными. Один из склепов снабжён своеобразными «лежанками» (каменные плиты с досками), у другого над входом высечен крест, что позволяет говорить о наличии христианских захоронений.
В окрестностях Карачаевска были выявлены и другие могильники: на левом берегу Теберды близ устья, IX—XI века (прямоугольные грунтовые могилы с битым камнем, узкие каменные ящики, погребения в скале, наземные гробницы), на левом берегу Теберды несколькими километрами южнее Карачаевска (полуподземные гробницы с входом в фасадной части, подземные гробницы, ещё выше по течению реки — также и наземные гробницы; в захоронениях обнаружены стеклянные браслеты), погребения в каменных ящиках X—XII века к северу от города (найдены в 1974 году А. В. Гадло), отдельный многогранный позднесредневековый склеп (не сохранился). В 23 километрах от города на высокогорном плато в 1973 году был найден могильник из наземных склепов, сложенных из песчаника.
В 1975 году на правом берегу Кубани, у слияния её с Тебердой, был обнаружен фундамент небольшого одноапсидного храма. Есть сведения, что на юго-западной окраине Карачаевска был найден полутораметровый каменный крест, по форме напоминающий мальтийский, с датировкой не позднее X века. Высеченные из цельного монолита, такие кресты вставлялись в каменные «стаканы». По некоторым данным, из 5 крестов подобного типа, найденных на всей территории СНГ, два найдены в Карачаево-Черкесии.
Из единичных находок в окрестностях города стоит отметить бронзовые наконечники копий прикубанского типа (по данным А. А. Иессена), терракотовую позолоченную круглую бляшку с рельефным изображением Медузы Горгоны сарматского времени, найденный на южной окраине Карачаевска, недалеко от аула Каменномост,  бронзовый крест-энколпион (по данным В. А. Кузнецова).

## Радио
- 67,34 МГц — Радио России / ГТРК Карачаево-Черкесия
- 73,28 МГц — Хит FM
- 102,3 МГц — Радио Вера
- 103,5 МГц — Радио Маяк
- 104,5 МГц — КЧР FM
- 105,5 МГц — Русское радио
- 105,9 МГц — Радио Кавказ Хит
- 107,0 МГц — Радио ENERGY
- 107,5 МГц — Studio 21[54]

## Побратимские связи

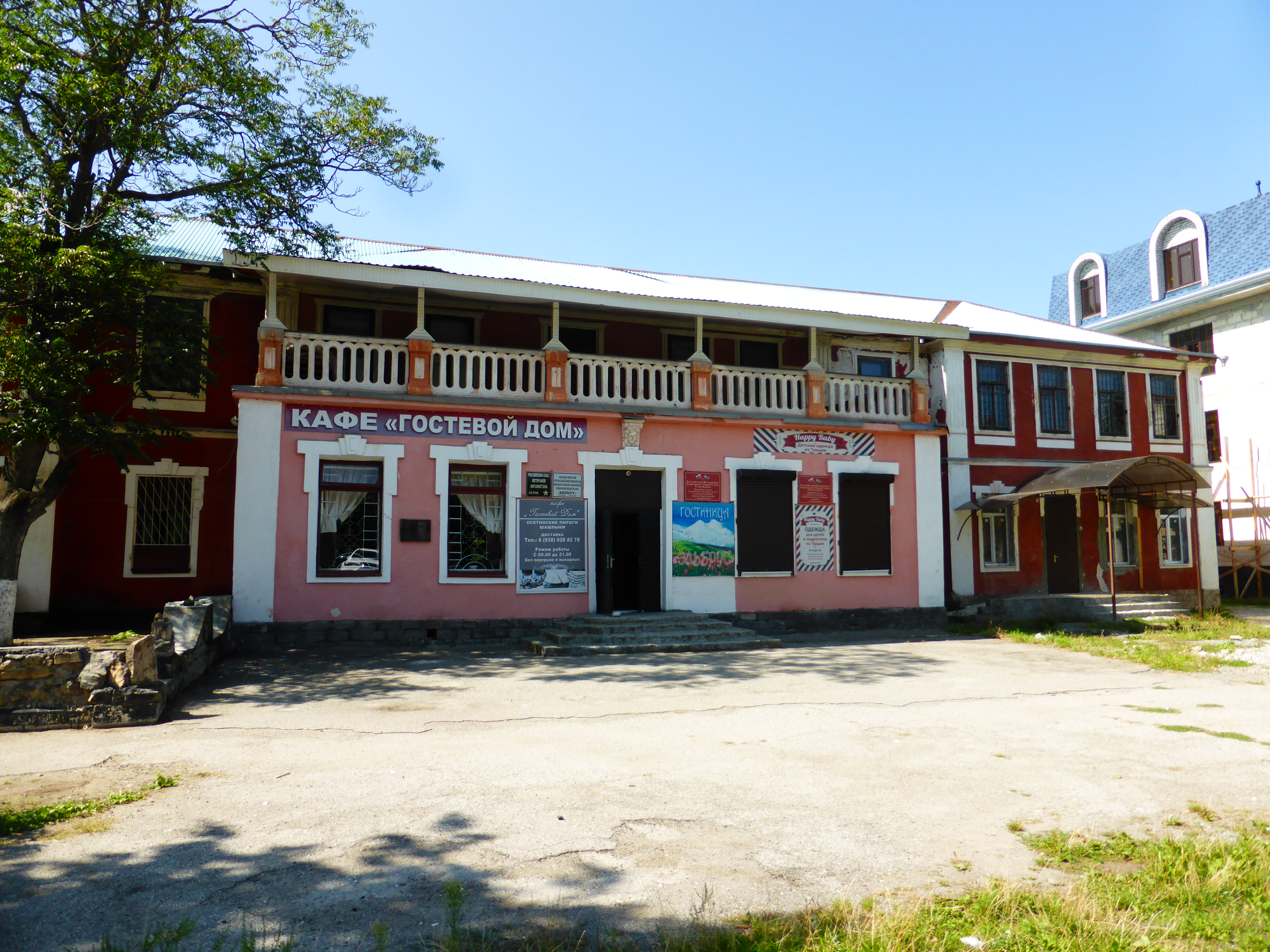
Здание гостиницы «Эльбрус», где в 1935 году останавливался и выступал Г. Димитров. На здании ранее была установлена мемориальная доска с барельефом Димитрова (ныне утрачена).

### Зарубежные страны
- Верона, Венеция, Италия (2008)[55].
- Руен, Бургасская область, Болгария (2010).
- Сулуова[тур.], Амасья, Турция[56].

В эпоху СССР побратимом Карачаевска также был болгарский город Брацигово (Пазарджикская область). Побратимские связи были установлены, вероятно, либо в 1973 году (одновременно с установлением побратимских связей между Черкесском и ещё одним городом Пазарджикской области — Пештерой), либо в 1981—1982 годах (в ходе взаимных визитов делегаций Карачаевска и Карачаевского района в Брацигово и болгарской делегации в Карачаевск). При этом отмечалось, что дружеские связи Карачаевска с Болгарией берут своё начало ещё с 1935 года, когда в городе побывал болгарский коммунистический деятель Георгий Димитров. Визит делегации из Брацигово в Карачаевск в 1982 году был приурочен к 100-летию со дня рождения Г. М. Димитрова. В Карачаевске существует микрорайон «Брацигово», расположенный в нём мост через Теберду, построенный в 1920—1930-х годах, носит неофициальное название «Брациговский» (реконструирован в 2014 году). После распада СССР контакты с Брацигово прервались.

### Россия
- Дербент, Дагестан (2002)[59][60].
- Кисловодск, Ставропольский край[61].
- Левашинский район, Дагестан (2005)[59][60].
- Туапсе, Краснодарский край[56].
- Южно-Сухокумск, Дагестан[56].

## Персоналии
- Категория:Родившиеся в Карачаевске
- Категория:Умершие в Карачаевске
- Категория:Почётные граждане Карачаевска

## Галерея

«Приглашение в Карачаевск»
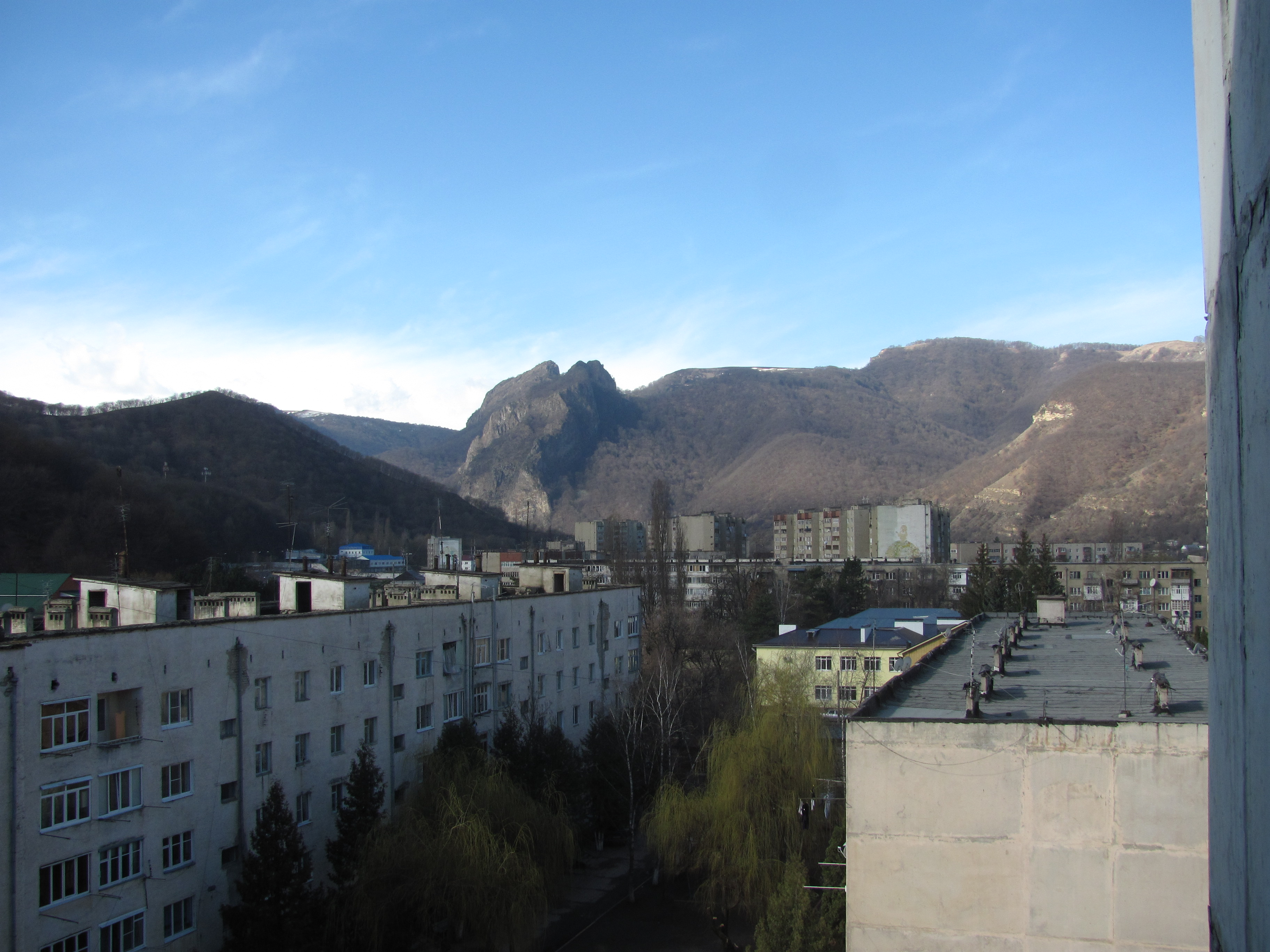
Вид на город
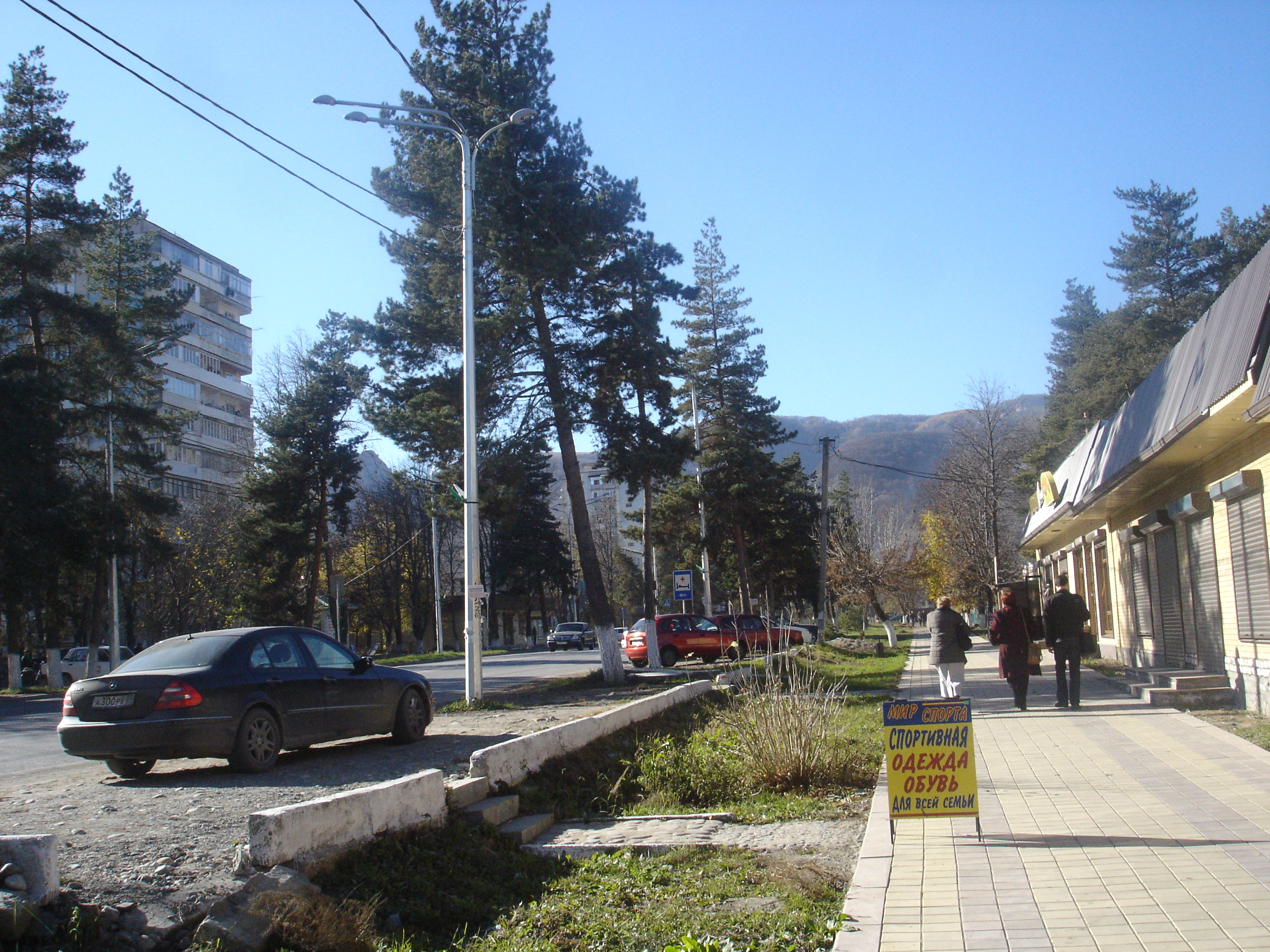
На улицах города
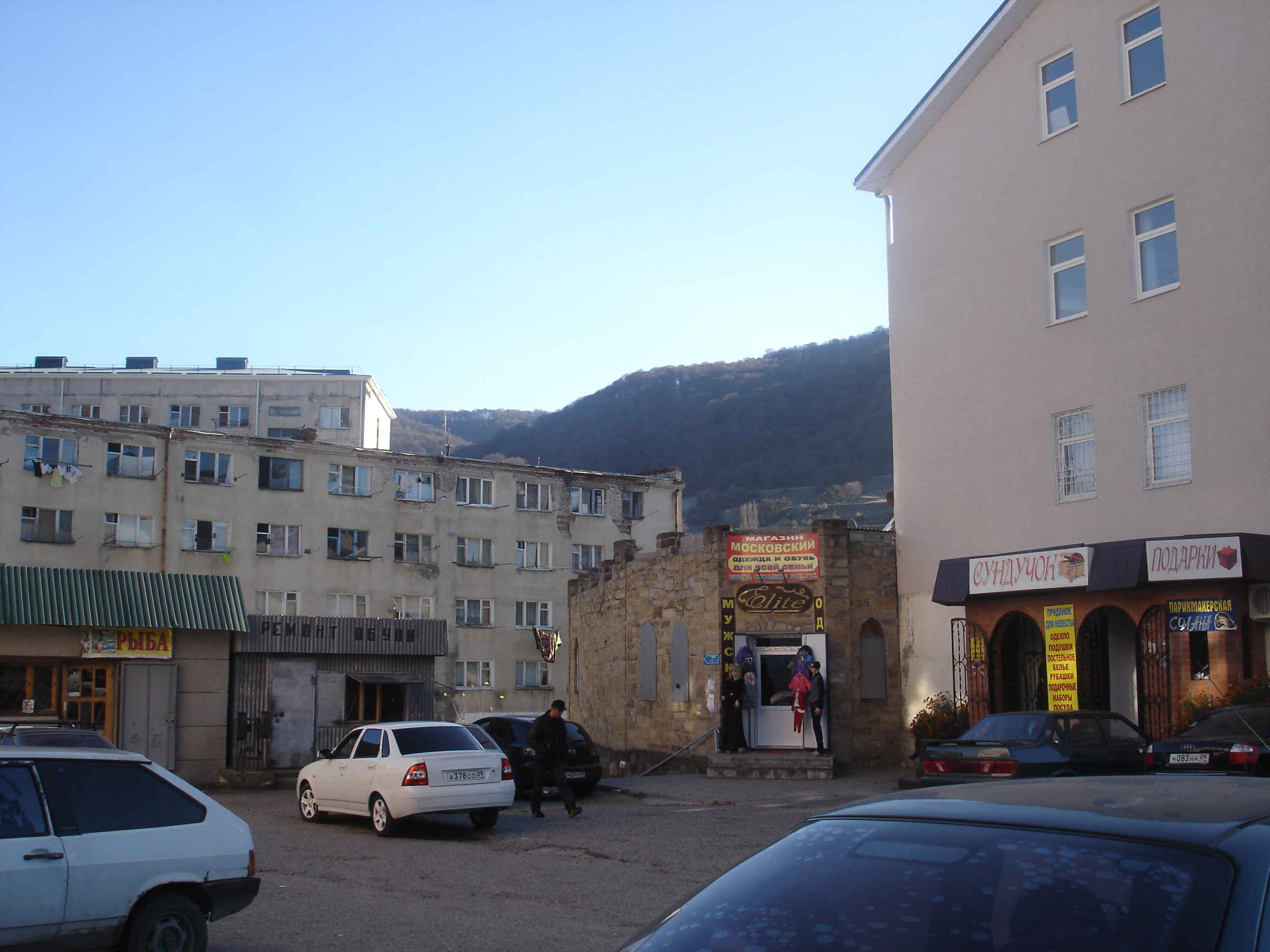
Карачаевск
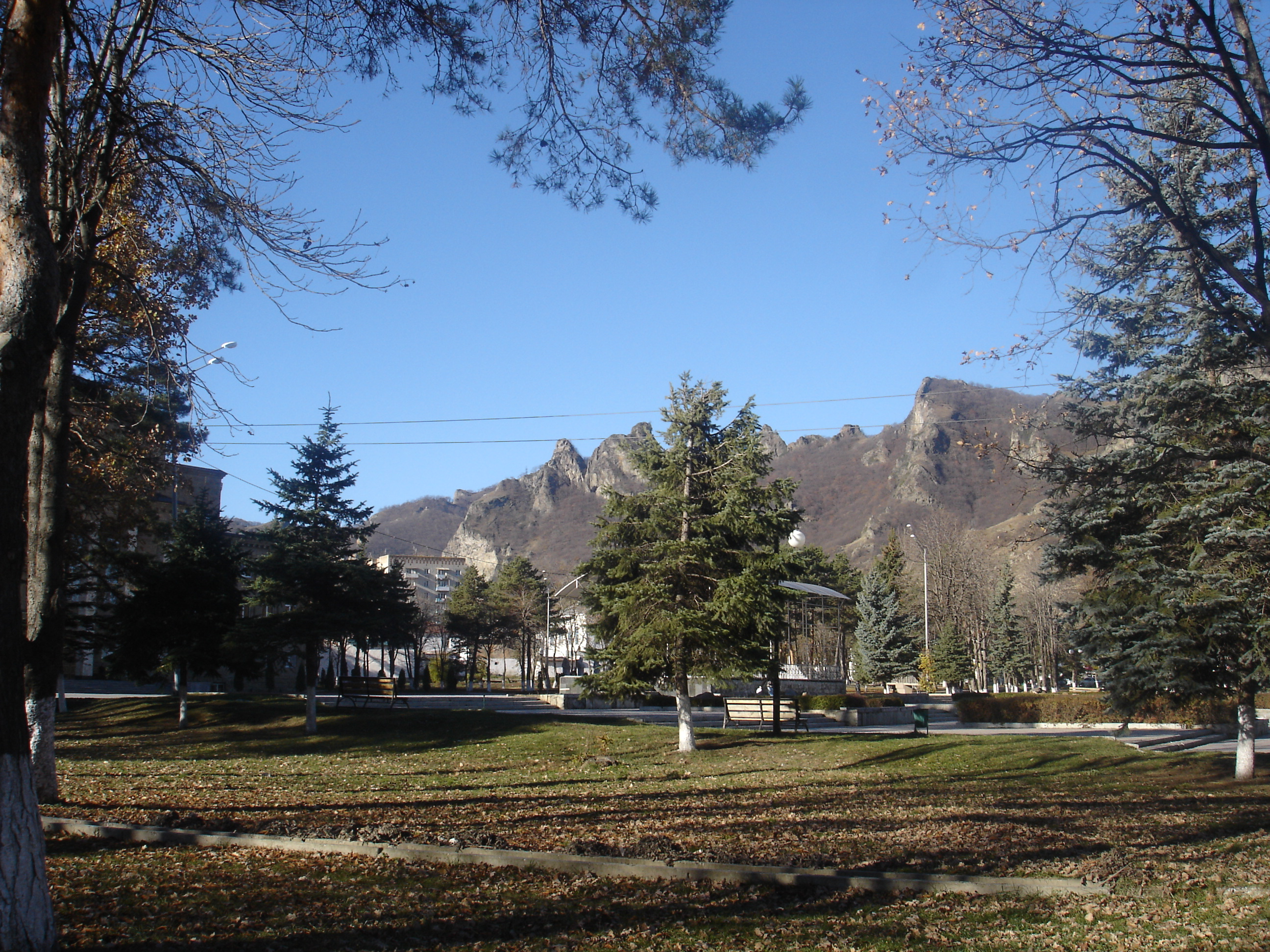
В парке
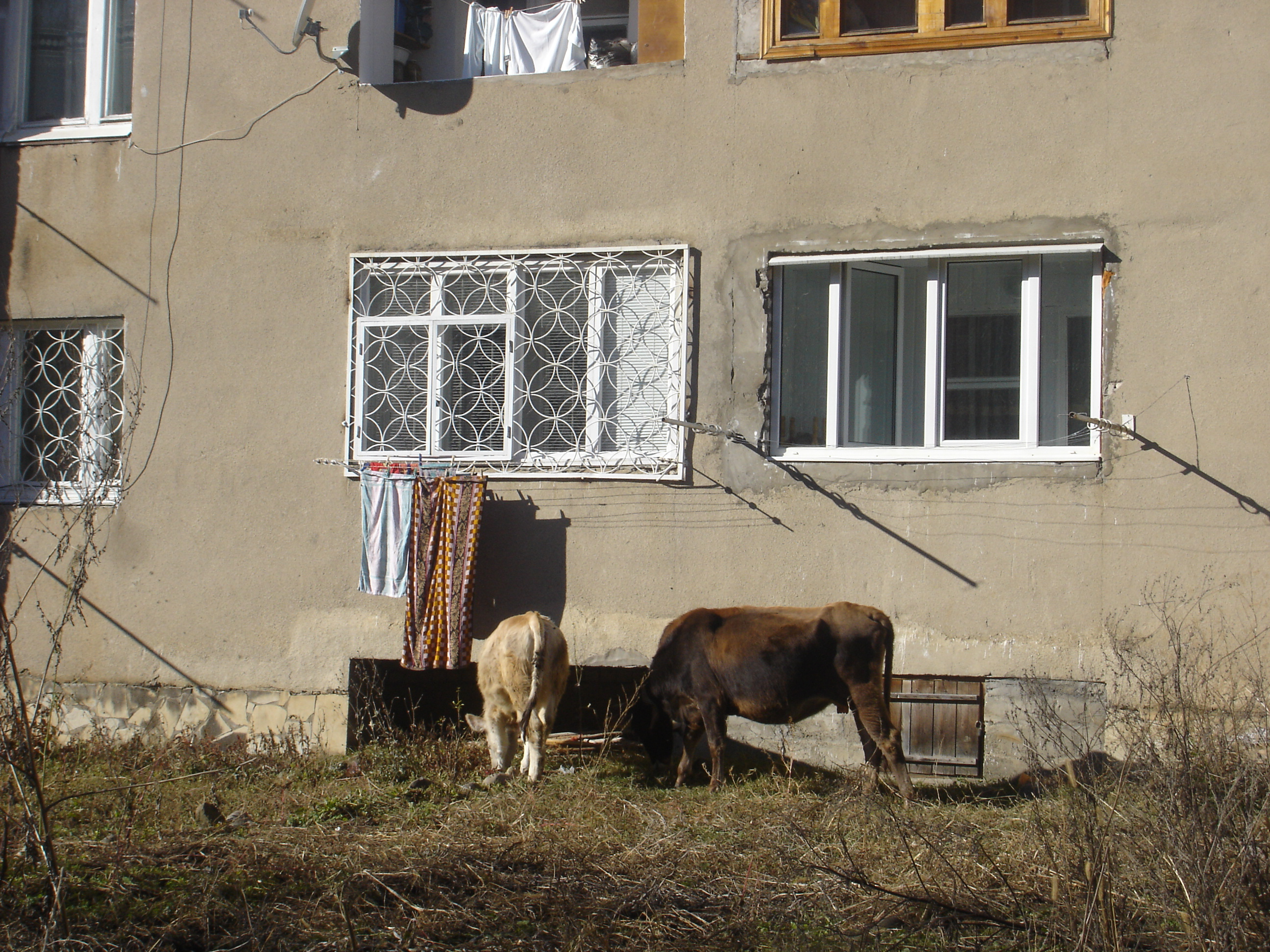
Карачаевск
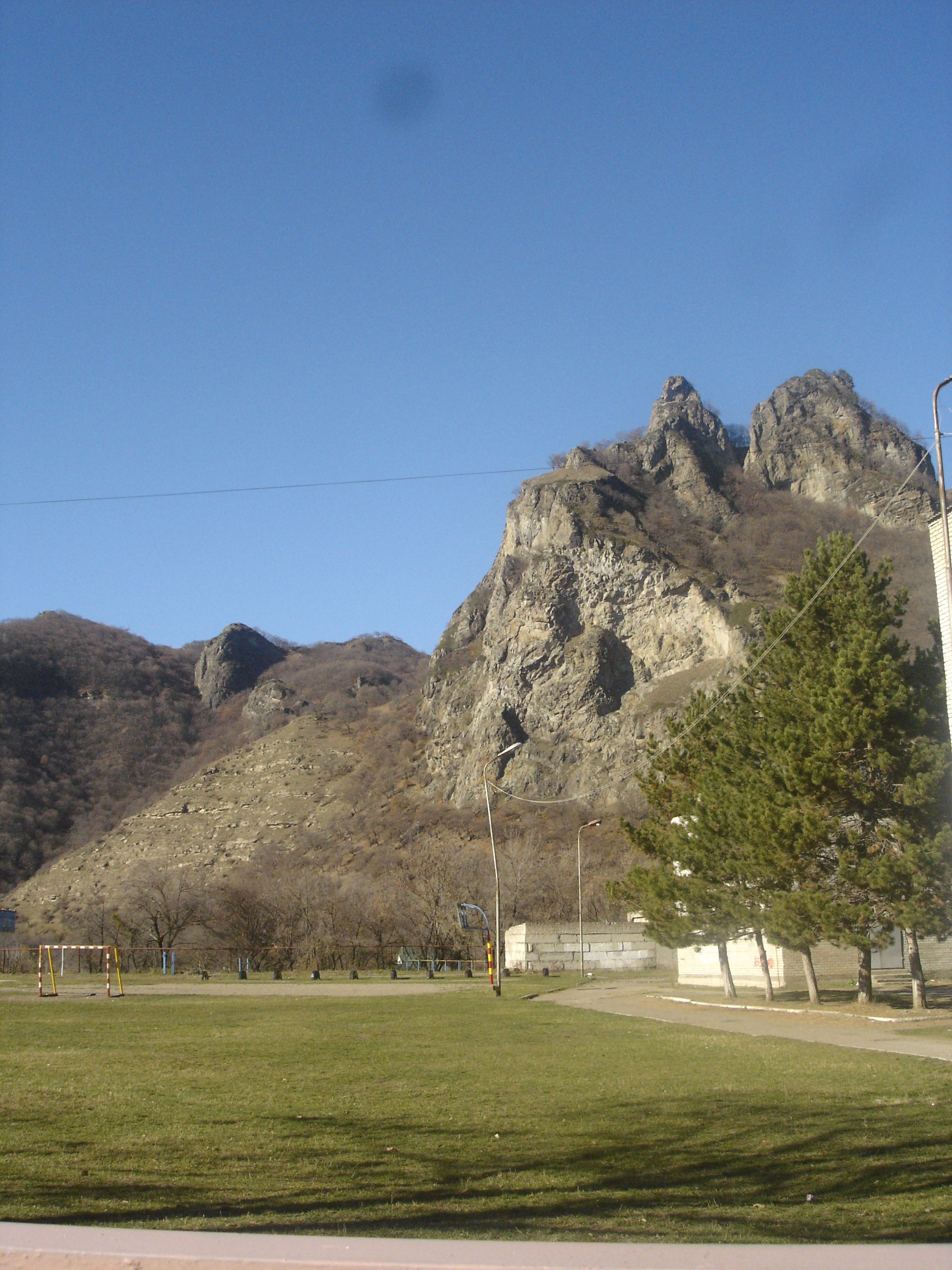
Окрестные горы
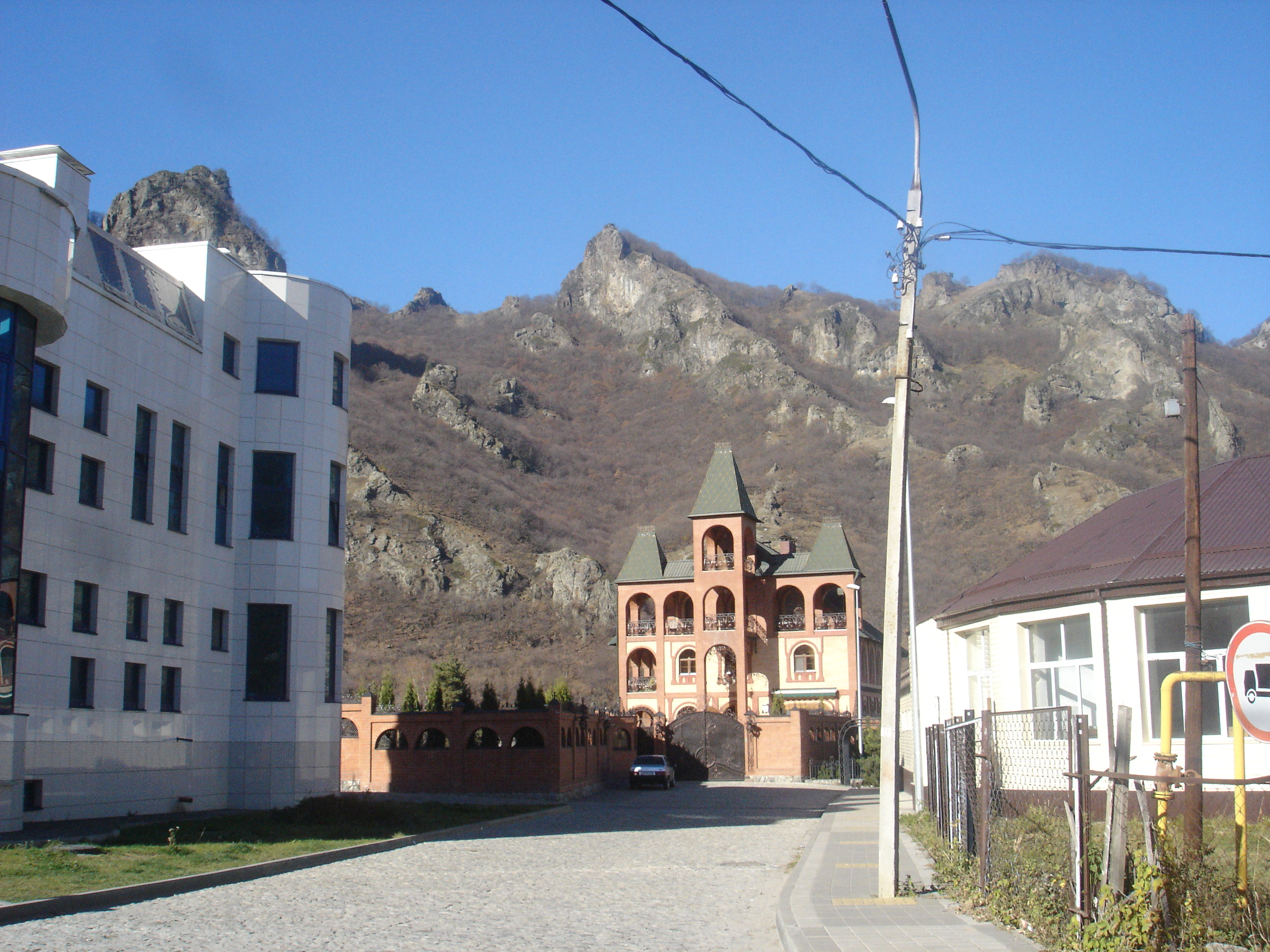
На улицах города
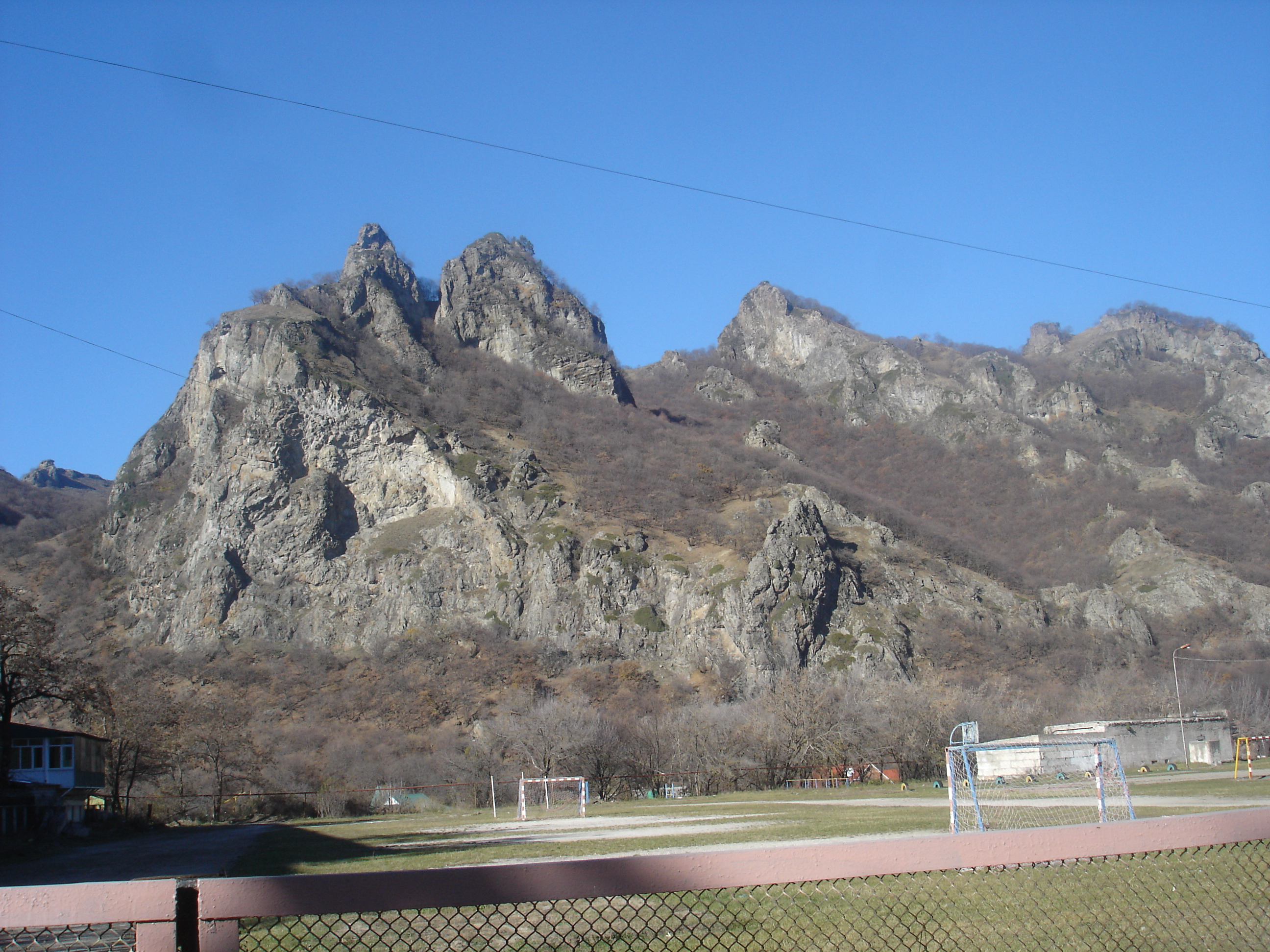
Окрестные горы
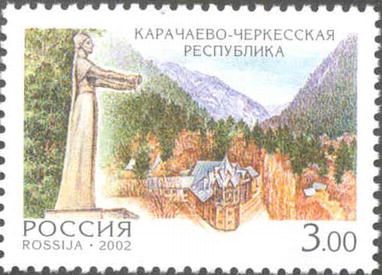
«Горянка» на почтовой марке